# Варіант Дракона у Сицилійському захисті
У шахах варіант Дракона є однією з основних варіацій Сицилійського захисту що починається з ходів:
1. e4 c5
2. Nf3 d6
3. d4 cxd4
4. Nxd4 Nf6
5. Nc3 g6
У «Драконі» чорні фіанкетують слона на g7, та проводять коротке рокірування, націлюючи слона через центр у напрямку ферзевого флангу. В одній з найпопулярніших і теоретично важливих варіацій «Дракона», так званому Югославському варіанті, білі атакують ходами Be3, Qd2 і Bh6, і після розміну слонів на h6 розпочинають наступ пішаків на королівському фланзі (ходи h4 — h5 і g4). Щоб долучити туру a1 до атаки, білі зазвичай проводять довге рокірування, внаслідок чого білий король опиняється на напіввідкритій вертикалі с. В такій асиметричній позиції обидві сторони атакують короля за допомогою усіх наявних ресурсів. Цей дебют вважається одним з найгостріших у сучасних шахах.
Сучасна форма «Дракона» була розроблена німецьким шахістом Луїсом Паулсеном близько 1880 р. У ті часи цей дебют часто використовував Генрі Берд. Пізніше він отримав більшу популярність, коли близько 1900 року його взяли на озброєння Гаррі Нельсон Пілсбері та інші майстри.
У своїй автобіографії 1953 р. український шахіст і астроном-аматор Федір Душ-Хотімірський стверджував, що це він придумав назву «Варіант Дракона» в 1901 р. Його надихнула подібність пішакової структури королівського флангу чорних до розташування зірок у сузір'ї Дракона. Найдавніші відомі згадки у літературі знайдені істориком шахів Едвардом Вінтером у випуску Wiener Schachzeitung за січень-лютий 1914 року.

## Основний сценарій: 6. Be3 Bg7 7.f3 0-0 8. Qd2 Nc6
Основний варіант Дракона продовжується ходами:
6. Be3 Bg7 7. f3
Метою останнього ходу білих є додатковий захист свого пішака на полі e4 і запобігання ходу чорних Ng4, який загрожує чорнопольному слону білих на e3. Чорні не можуть грати 6. Be3 Ng4 ?? одразу через небезпеку шаху після 7. Bb5+, що призводить до виграшу білими фігури після 7. . . Bd7 (8. Qxg4, після чого чорні не можуть відповісти слоном d7, який вимушений захищати короля) або до виграшу додаткового пішака після розміну 7. . . Nc6 8. Nxc6 bxc6 9. Bxc6+ що також призводить до «вилки» білим слоном на чорного короля і туру а8.
7 … 0-0 8. Qd2 Nc6
після цього ходу існує два принципових розгалуження. 9. 0-0-0 веде до більш позиційної гри, тоді як 9. Bc4 веде до тактичного загострення.
Так звана Югославська атака з 9. Bc4 ілюструє дух варіанту Дракона через пішаковий штурм та обопільні атаки на протилежних флангах дошки. Білі намагаються зруйнувати захист чорного короля і поставити мат, атакуючи по вертикалі h. В той самий час чорні шукають контргру на ферзевому фланзі через жертовні атаки. Типовими стратегіями білих є розмін чорнопольних слонів на h6, після якого слідують жертви матеріалу для відкриття вертикалі h, а також тиск по діагоналі a2 — g8 та на слабке поле d5.
Чорні контратакують на ферзевому фланзі, використовуючи пішаків, тури та чорнопольного слона. Чорні іноді грають … h5 (варіація Солтіса) щоб захиститись від швидкої атаки білих на королівському фланзі. Іншими типовими прийомами гри за чорних є розмін білопольних слонів. . . Nc6 — e5 — c4, тиск на білих через напіввідкриту вертикаль c, жертва якості на c3, просування пішака b, та тиск через довгу діагональ. Чорні зазвичай уникають ходу… a6, тому що білі, як правило, перемагають в прямій пішаковій атаці, оскільки отримали зачіпку для атаки через g6. Також, білим слід уникати пересування пішаків на a2 / b2 / c2, завдяки чому контратака пішаків чорних займе більше часу ніж паралельна атака білих на королівському фланзі. Чорні часто можуть отримати прийнятний ендшпіль навіть після розмінів, тому що білі матимуть здвоєних пішаків на королівському фланзі.

### Варіація з 9. 0-0-0
|   | a | b | c | d | e | f | g | h |   |
| 8 | a8 чорна тура · f8 чорна тура · g8 чорний король · a7 чорний пішак · b7 чорний пішак · e7 чорний пішак · f7 чорний пішак · h7 чорний пішак · e6 чорний слон · f6 чорний слон · g6 чорний пішак · f3 білий пішак · a2 білий пішак · b2 білий пішак · c2 білий пішак · g2 білий пішак · h2 білий пішак · b1 білий король · d1 білий ферзь · f1 білий слон · h1 біла тура | a8 чорна тура · f8 чорна тура · g8 чорний король · a7 чорний пішак · b7 чорний пішак · e7 чорний пішак · f7 чорний пішак · h7 чорний пішак · e6 чорний слон · f6 чорний слон · g6 чорний пішак · f3 білий пішак · a2 білий пішак · b2 білий пішак · c2 білий пішак · g2 білий пішак · h2 білий пішак · b1 білий король · d1 білий ферзь · f1 білий слон · h1 біла тура | a8 чорна тура · f8 чорна тура · g8 чорний король · a7 чорний пішак · b7 чорний пішак · e7 чорний пішак · f7 чорний пішак · h7 чорний пішак · e6 чорний слон · f6 чорний слон · g6 чорний пішак · f3 білий пішак · a2 білий пішак · b2 білий пішак · c2 білий пішак · g2 білий пішак · h2 білий пішак · b1 білий король · d1 білий ферзь · f1 білий слон · h1 біла тура | a8 чорна тура · f8 чорна тура · g8 чорний король · a7 чорний пішак · b7 чорний пішак · e7 чорний пішак · f7 чорний пішак · h7 чорний пішак · e6 чорний слон · f6 чорний слон · g6 чорний пішак · f3 білий пішак · a2 білий пішак · b2 білий пішак · c2 білий пішак · g2 білий пішак · h2 білий пішак · b1 білий король · d1 білий ферзь · f1 білий слон · h1 біла тура | a8 чорна тура · f8 чорна тура · g8 чорний король · a7 чорний пішак · b7 чорний пішак · e7 чорний пішак · f7 чорний пішак · h7 чорний пішак · e6 чорний слон · f6 чорний слон · g6 чорний пішак · f3 білий пішак · a2 білий пішак · b2 білий пішак · c2 білий пішак · g2 білий пішак · h2 білий пішак · b1 білий король · d1 білий ферзь · f1 білий слон · h1 біла тура | a8 чорна тура · f8 чорна тура · g8 чорний король · a7 чорний пішак · b7 чорний пішак · e7 чорний пішак · f7 чорний пішак · h7 чорний пішак · e6 чорний слон · f6 чорний слон · g6 чорний пішак · f3 білий пішак · a2 білий пішак · b2 білий пішак · c2 білий пішак · g2 білий пішак · h2 білий пішак · b1 білий король · d1 білий ферзь · f1 білий слон · h1 біла тура | a8 чорна тура · f8 чорна тура · g8 чорний король · a7 чорний пішак · b7 чорний пішак · e7 чорний пішак · f7 чорний пішак · h7 чорний пішак · e6 чорний слон · f6 чорний слон · g6 чорний пішак · f3 білий пішак · a2 білий пішак · b2 білий пішак · c2 білий пішак · g2 білий пішак · h2 білий пішак · b1 білий король · d1 білий ферзь · f1 білий слон · h1 біла тура | a8 чорна тура · f8 чорна тура · g8 чорний король · a7 чорний пішак · b7 чорний пішак · e7 чорний пішак · f7 чорний пішак · h7 чорний пішак · e6 чорний слон · f6 чорний слон · g6 чорний пішак · f3 білий пішак · a2 білий пішак · b2 білий пішак · c2 білий пішак · g2 білий пішак · h2 білий пішак · b1 білий король · d1 білий ферзь · f1 білий слон · h1 біла тура | 8 |
| 7 | a8 чорна тура · f8 чорна тура · g8 чорний король · a7 чорний пішак · b7 чорний пішак · e7 чорний пішак · f7 чорний пішак · h7 чорний пішак · e6 чорний слон · f6 чорний слон · g6 чорний пішак · f3 білий пішак · a2 білий пішак · b2 білий пішак · c2 білий пішак · g2 білий пішак · h2 білий пішак · b1 білий король · d1 білий ферзь · f1 білий слон · h1 біла тура | a8 чорна тура · f8 чорна тура · g8 чорний король · a7 чорний пішак · b7 чорний пішак · e7 чорний пішак · f7 чорний пішак · h7 чорний пішак · e6 чорний слон · f6 чорний слон · g6 чорний пішак · f3 білий пішак · a2 білий пішак · b2 білий пішак · c2 білий пішак · g2 білий пішак · h2 білий пішак · b1 білий король · d1 білий ферзь · f1 білий слон · h1 біла тура | a8 чорна тура · f8 чорна тура · g8 чорний король · a7 чорний пішак · b7 чорний пішак · e7 чорний пішак · f7 чорний пішак · h7 чорний пішак · e6 чорний слон · f6 чорний слон · g6 чорний пішак · f3 білий пішак · a2 білий пішак · b2 білий пішак · c2 білий пішак · g2 білий пішак · h2 білий пішак · b1 білий король · d1 білий ферзь · f1 білий слон · h1 біла тура | a8 чорна тура · f8 чорна тура · g8 чорний король · a7 чорний пішак · b7 чорний пішак · e7 чорний пішак · f7 чорний пішак · h7 чорний пішак · e6 чорний слон · f6 чорний слон · g6 чорний пішак · f3 білий пішак · a2 білий пішак · b2 білий пішак · c2 білий пішак · g2 білий пішак · h2 білий пішак · b1 білий король · d1 білий ферзь · f1 білий слон · h1 біла тура | a8 чорна тура · f8 чорна тура · g8 чорний король · a7 чорний пішак · b7 чорний пішак · e7 чорний пішак · f7 чорний пішак · h7 чорний пішак · e6 чорний слон · f6 чорний слон · g6 чорний пішак · f3 білий пішак · a2 білий пішак · b2 білий пішак · c2 білий пішак · g2 білий пішак · h2 білий пішак · b1 білий король · d1 білий ферзь · f1 білий слон · h1 біла тура | a8 чорна тура · f8 чорна тура · g8 чорний король · a7 чорний пішак · b7 чорний пішак · e7 чорний пішак · f7 чорний пішак · h7 чорний пішак · e6 чорний слон · f6 чорний слон · g6 чорний пішак · f3 білий пішак · a2 білий пішак · b2 білий пішак · c2 білий пішак · g2 білий пішак · h2 білий пішак · b1 білий король · d1 білий ферзь · f1 білий слон · h1 біла тура | a8 чорна тура · f8 чорна тура · g8 чорний король · a7 чорний пішак · b7 чорний пішак · e7 чорний пішак · f7 чорний пішак · h7 чорний пішак · e6 чорний слон · f6 чорний слон · g6 чорний пішак · f3 білий пішак · a2 білий пішак · b2 білий пішак · c2 білий пішак · g2 білий пішак · h2 білий пішак · b1 білий король · d1 білий ферзь · f1 білий слон · h1 біла тура | a8 чорна тура · f8 чорна тура · g8 чорний король · a7 чорний пішак · b7 чорний пішак · e7 чорний пішак · f7 чорний пішак · h7 чорний пішак · e6 чорний слон · f6 чорний слон · g6 чорний пішак · f3 білий пішак · a2 білий пішак · b2 білий пішак · c2 білий пішак · g2 білий пішак · h2 білий пішак · b1 білий король · d1 білий ферзь · f1 білий слон · h1 біла тура | 7 |
| 6 | a8 чорна тура · f8 чорна тура · g8 чорний король · a7 чорний пішак · b7 чорний пішак · e7 чорний пішак · f7 чорний пішак · h7 чорний пішак · e6 чорний слон · f6 чорний слон · g6 чорний пішак · f3 білий пішак · a2 білий пішак · b2 білий пішак · c2 білий пішак · g2 білий пішак · h2 білий пішак · b1 білий король · d1 білий ферзь · f1 білий слон · h1 біла тура | a8 чорна тура · f8 чорна тура · g8 чорний король · a7 чорний пішак · b7 чорний пішак · e7 чорний пішак · f7 чорний пішак · h7 чорний пішак · e6 чорний слон · f6 чорний слон · g6 чорний пішак · f3 білий пішак · a2 білий пішак · b2 білий пішак · c2 білий пішак · g2 білий пішак · h2 білий пішак · b1 білий король · d1 білий ферзь · f1 білий слон · h1 біла тура | a8 чорна тура · f8 чорна тура · g8 чорний король · a7 чорний пішак · b7 чорний пішак · e7 чорний пішак · f7 чорний пішак · h7 чорний пішак · e6 чорний слон · f6 чорний слон · g6 чорний пішак · f3 білий пішак · a2 білий пішак · b2 білий пішак · c2 білий пішак · g2 білий пішак · h2 білий пішак · b1 білий король · d1 білий ферзь · f1 білий слон · h1 біла тура | a8 чорна тура · f8 чорна тура · g8 чорний король · a7 чорний пішак · b7 чорний пішак · e7 чорний пішак · f7 чорний пішак · h7 чорний пішак · e6 чорний слон · f6 чорний слон · g6 чорний пішак · f3 білий пішак · a2 білий пішак · b2 білий пішак · c2 білий пішак · g2 білий пішак · h2 білий пішак · b1 білий король · d1 білий ферзь · f1 білий слон · h1 біла тура | a8 чорна тура · f8 чорна тура · g8 чорний король · a7 чорний пішак · b7 чорний пішак · e7 чорний пішак · f7 чорний пішак · h7 чорний пішак · e6 чорний слон · f6 чорний слон · g6 чорний пішак · f3 білий пішак · a2 білий пішак · b2 білий пішак · c2 білий пішак · g2 білий пішак · h2 білий пішак · b1 білий король · d1 білий ферзь · f1 білий слон · h1 біла тура | a8 чорна тура · f8 чорна тура · g8 чорний король · a7 чорний пішак · b7 чорний пішак · e7 чорний пішак · f7 чорний пішак · h7 чорний пішак · e6 чорний слон · f6 чорний слон · g6 чорний пішак · f3 білий пішак · a2 білий пішак · b2 білий пішак · c2 білий пішак · g2 білий пішак · h2 білий пішак · b1 білий король · d1 білий ферзь · f1 білий слон · h1 біла тура | a8 чорна тура · f8 чорна тура · g8 чорний король · a7 чорний пішак · b7 чорний пішак · e7 чорний пішак · f7 чорний пішак · h7 чорний пішак · e6 чорний слон · f6 чорний слон · g6 чорний пішак · f3 білий пішак · a2 білий пішак · b2 білий пішак · c2 білий пішак · g2 білий пішак · h2 білий пішак · b1 білий король · d1 білий ферзь · f1 білий слон · h1 біла тура | a8 чорна тура · f8 чорна тура · g8 чорний король · a7 чорний пішак · b7 чорний пішак · e7 чорний пішак · f7 чорний пішак · h7 чорний пішак · e6 чорний слон · f6 чорний слон · g6 чорний пішак · f3 білий пішак · a2 білий пішак · b2 білий пішак · c2 білий пішак · g2 білий пішак · h2 білий пішак · b1 білий король · d1 білий ферзь · f1 білий слон · h1 біла тура | 6 |
| 5 | a8 чорна тура · f8 чорна тура · g8 чорний король · a7 чорний пішак · b7 чорний пішак · e7 чорний пішак · f7 чорний пішак · h7 чорний пішак · e6 чорний слон · f6 чорний слон · g6 чорний пішак · f3 білий пішак · a2 білий пішак · b2 білий пішак · c2 білий пішак · g2 білий пішак · h2 білий пішак · b1 білий король · d1 білий ферзь · f1 білий слон · h1 біла тура | a8 чорна тура · f8 чорна тура · g8 чорний король · a7 чорний пішак · b7 чорний пішак · e7 чорний пішак · f7 чорний пішак · h7 чорний пішак · e6 чорний слон · f6 чорний слон · g6 чорний пішак · f3 білий пішак · a2 білий пішак · b2 білий пішак · c2 білий пішак · g2 білий пішак · h2 білий пішак · b1 білий король · d1 білий ферзь · f1 білий слон · h1 біла тура | a8 чорна тура · f8 чорна тура · g8 чорний король · a7 чорний пішак · b7 чорний пішак · e7 чорний пішак · f7 чорний пішак · h7 чорний пішак · e6 чорний слон · f6 чорний слон · g6 чорний пішак · f3 білий пішак · a2 білий пішак · b2 білий пішак · c2 білий пішак · g2 білий пішак · h2 білий пішак · b1 білий король · d1 білий ферзь · f1 білий слон · h1 біла тура | a8 чорна тура · f8 чорна тура · g8 чорний король · a7 чорний пішак · b7 чорний пішак · e7 чорний пішак · f7 чорний пішак · h7 чорний пішак · e6 чорний слон · f6 чорний слон · g6 чорний пішак · f3 білий пішак · a2 білий пішак · b2 білий пішак · c2 білий пішак · g2 білий пішак · h2 білий пішак · b1 білий король · d1 білий ферзь · f1 білий слон · h1 біла тура | a8 чорна тура · f8 чорна тура · g8 чорний король · a7 чорний пішак · b7 чорний пішак · e7 чорний пішак · f7 чорний пішак · h7 чорний пішак · e6 чорний слон · f6 чорний слон · g6 чорний пішак · f3 білий пішак · a2 білий пішак · b2 білий пішак · c2 білий пішак · g2 білий пішак · h2 білий пішак · b1 білий король · d1 білий ферзь · f1 білий слон · h1 біла тура | a8 чорна тура · f8 чорна тура · g8 чорний король · a7 чорний пішак · b7 чорний пішак · e7 чорний пішак · f7 чорний пішак · h7 чорний пішак · e6 чорний слон · f6 чорний слон · g6 чорний пішак · f3 білий пішак · a2 білий пішак · b2 білий пішак · c2 білий пішак · g2 білий пішак · h2 білий пішак · b1 білий король · d1 білий ферзь · f1 білий слон · h1 біла тура | a8 чорна тура · f8 чорна тура · g8 чорний король · a7 чорний пішак · b7 чорний пішак · e7 чорний пішак · f7 чорний пішак · h7 чорний пішак · e6 чорний слон · f6 чорний слон · g6 чорний пішак · f3 білий пішак · a2 білий пішак · b2 білий пішак · c2 білий пішак · g2 білий пішак · h2 білий пішак · b1 білий король · d1 білий ферзь · f1 білий слон · h1 біла тура | a8 чорна тура · f8 чорна тура · g8 чорний король · a7 чорний пішак · b7 чорний пішак · e7 чорний пішак · f7 чорний пішак · h7 чорний пішак · e6 чорний слон · f6 чорний слон · g6 чорний пішак · f3 білий пішак · a2 білий пішак · b2 білий пішак · c2 білий пішак · g2 білий пішак · h2 білий пішак · b1 білий король · d1 білий ферзь · f1 білий слон · h1 біла тура | 5 |
| 4 | a8 чорна тура · f8 чорна тура · g8 чорний король · a7 чорний пішак · b7 чорний пішак · e7 чорний пішак · f7 чорний пішак · h7 чорний пішак · e6 чорний слон · f6 чорний слон · g6 чорний пішак · f3 білий пішак · a2 білий пішак · b2 білий пішак · c2 білий пішак · g2 білий пішак · h2 білий пішак · b1 білий король · d1 білий ферзь · f1 білий слон · h1 біла тура | a8 чорна тура · f8 чорна тура · g8 чорний король · a7 чорний пішак · b7 чорний пішак · e7 чорний пішак · f7 чорний пішак · h7 чорний пішак · e6 чорний слон · f6 чорний слон · g6 чорний пішак · f3 білий пішак · a2 білий пішак · b2 білий пішак · c2 білий пішак · g2 білий пішак · h2 білий пішак · b1 білий король · d1 білий ферзь · f1 білий слон · h1 біла тура | a8 чорна тура · f8 чорна тура · g8 чорний король · a7 чорний пішак · b7 чорний пішак · e7 чорний пішак · f7 чорний пішак · h7 чорний пішак · e6 чорний слон · f6 чорний слон · g6 чорний пішак · f3 білий пішак · a2 білий пішак · b2 білий пішак · c2 білий пішак · g2 білий пішак · h2 білий пішак · b1 білий король · d1 білий ферзь · f1 білий слон · h1 біла тура | a8 чорна тура · f8 чорна тура · g8 чорний король · a7 чорний пішак · b7 чорний пішак · e7 чорний пішак · f7 чорний пішак · h7 чорний пішак · e6 чорний слон · f6 чорний слон · g6 чорний пішак · f3 білий пішак · a2 білий пішак · b2 білий пішак · c2 білий пішак · g2 білий пішак · h2 білий пішак · b1 білий король · d1 білий ферзь · f1 білий слон · h1 біла тура | a8 чорна тура · f8 чорна тура · g8 чорний король · a7 чорний пішак · b7 чорний пішак · e7 чорний пішак · f7 чорний пішак · h7 чорний пішак · e6 чорний слон · f6 чорний слон · g6 чорний пішак · f3 білий пішак · a2 білий пішак · b2 білий пішак · c2 білий пішак · g2 білий пішак · h2 білий пішак · b1 білий король · d1 білий ферзь · f1 білий слон · h1 біла тура | a8 чорна тура · f8 чорна тура · g8 чорний король · a7 чорний пішак · b7 чорний пішак · e7 чорний пішак · f7 чорний пішак · h7 чорний пішак · e6 чорний слон · f6 чорний слон · g6 чорний пішак · f3 білий пішак · a2 білий пішак · b2 білий пішак · c2 білий пішак · g2 білий пішак · h2 білий пішак · b1 білий король · d1 білий ферзь · f1 білий слон · h1 біла тура | a8 чорна тура · f8 чорна тура · g8 чорний король · a7 чорний пішак · b7 чорний пішак · e7 чорний пішак · f7 чорний пішак · h7 чорний пішак · e6 чорний слон · f6 чорний слон · g6 чорний пішак · f3 білий пішак · a2 білий пішак · b2 білий пішак · c2 білий пішак · g2 білий пішак · h2 білий пішак · b1 білий король · d1 білий ферзь · f1 білий слон · h1 біла тура | a8 чорна тура · f8 чорна тура · g8 чорний король · a7 чорний пішак · b7 чорний пішак · e7 чорний пішак · f7 чорний пішак · h7 чорний пішак · e6 чорний слон · f6 чорний слон · g6 чорний пішак · f3 білий пішак · a2 білий пішак · b2 білий пішак · c2 білий пішак · g2 білий пішак · h2 білий пішак · b1 білий король · d1 білий ферзь · f1 білий слон · h1 біла тура | 4 |
| 3 | a8 чорна тура · f8 чорна тура · g8 чорний король · a7 чорний пішак · b7 чорний пішак · e7 чорний пішак · f7 чорний пішак · h7 чорний пішак · e6 чорний слон · f6 чорний слон · g6 чорний пішак · f3 білий пішак · a2 білий пішак · b2 білий пішак · c2 білий пішак · g2 білий пішак · h2 білий пішак · b1 білий король · d1 білий ферзь · f1 білий слон · h1 біла тура | a8 чорна тура · f8 чорна тура · g8 чорний король · a7 чорний пішак · b7 чорний пішак · e7 чорний пішак · f7 чорний пішак · h7 чорний пішак · e6 чорний слон · f6 чорний слон · g6 чорний пішак · f3 білий пішак · a2 білий пішак · b2 білий пішак · c2 білий пішак · g2 білий пішак · h2 білий пішак · b1 білий король · d1 білий ферзь · f1 білий слон · h1 біла тура | a8 чорна тура · f8 чорна тура · g8 чорний король · a7 чорний пішак · b7 чорний пішак · e7 чорний пішак · f7 чорний пішак · h7 чорний пішак · e6 чорний слон · f6 чорний слон · g6 чорний пішак · f3 білий пішак · a2 білий пішак · b2 білий пішак · c2 білий пішак · g2 білий пішак · h2 білий пішак · b1 білий король · d1 білий ферзь · f1 білий слон · h1 біла тура | a8 чорна тура · f8 чорна тура · g8 чорний король · a7 чорний пішак · b7 чорний пішак · e7 чорний пішак · f7 чорний пішак · h7 чорний пішак · e6 чорний слон · f6 чорний слон · g6 чорний пішак · f3 білий пішак · a2 білий пішак · b2 білий пішак · c2 білий пішак · g2 білий пішак · h2 білий пішак · b1 білий король · d1 білий ферзь · f1 білий слон · h1 біла тура | a8 чорна тура · f8 чорна тура · g8 чорний король · a7 чорний пішак · b7 чорний пішак · e7 чорний пішак · f7 чорний пішак · h7 чорний пішак · e6 чорний слон · f6 чорний слон · g6 чорний пішак · f3 білий пішак · a2 білий пішак · b2 білий пішак · c2 білий пішак · g2 білий пішак · h2 білий пішак · b1 білий король · d1 білий ферзь · f1 білий слон · h1 біла тура | a8 чорна тура · f8 чорна тура · g8 чорний король · a7 чорний пішак · b7 чорний пішак · e7 чорний пішак · f7 чорний пішак · h7 чорний пішак · e6 чорний слон · f6 чорний слон · g6 чорний пішак · f3 білий пішак · a2 білий пішак · b2 білий пішак · c2 білий пішак · g2 білий пішак · h2 білий пішак · b1 білий король · d1 білий ферзь · f1 білий слон · h1 біла тура | a8 чорна тура · f8 чорна тура · g8 чорний король · a7 чорний пішак · b7 чорний пішак · e7 чорний пішак · f7 чорний пішак · h7 чорний пішак · e6 чорний слон · f6 чорний слон · g6 чорний пішак · f3 білий пішак · a2 білий пішак · b2 білий пішак · c2 білий пішак · g2 білий пішак · h2 білий пішак · b1 білий король · d1 білий ферзь · f1 білий слон · h1 біла тура | a8 чорна тура · f8 чорна тура · g8 чорний король · a7 чорний пішак · b7 чорний пішак · e7 чорний пішак · f7 чорний пішак · h7 чорний пішак · e6 чорний слон · f6 чорний слон · g6 чорний пішак · f3 білий пішак · a2 білий пішак · b2 білий пішак · c2 білий пішак · g2 білий пішак · h2 білий пішак · b1 білий король · d1 білий ферзь · f1 білий слон · h1 біла тура | 3 |
| 2 | a8 чорна тура · f8 чорна тура · g8 чорний король · a7 чорний пішак · b7 чорний пішак · e7 чорний пішак · f7 чорний пішак · h7 чорний пішак · e6 чорний слон · f6 чорний слон · g6 чорний пішак · f3 білий пішак · a2 білий пішак · b2 білий пішак · c2 білий пішак · g2 білий пішак · h2 білий пішак · b1 білий король · d1 білий ферзь · f1 білий слон · h1 біла тура | a8 чорна тура · f8 чорна тура · g8 чорний король · a7 чорний пішак · b7 чорний пішак · e7 чорний пішак · f7 чорний пішак · h7 чорний пішак · e6 чорний слон · f6 чорний слон · g6 чорний пішак · f3 білий пішак · a2 білий пішак · b2 білий пішак · c2 білий пішак · g2 білий пішак · h2 білий пішак · b1 білий король · d1 білий ферзь · f1 білий слон · h1 біла тура | a8 чорна тура · f8 чорна тура · g8 чорний король · a7 чорний пішак · b7 чорний пішак · e7 чорний пішак · f7 чорний пішак · h7 чорний пішак · e6 чорний слон · f6 чорний слон · g6 чорний пішак · f3 білий пішак · a2 білий пішак · b2 білий пішак · c2 білий пішак · g2 білий пішак · h2 білий пішак · b1 білий король · d1 білий ферзь · f1 білий слон · h1 біла тура | a8 чорна тура · f8 чорна тура · g8 чорний король · a7 чорний пішак · b7 чорний пішак · e7 чорний пішак · f7 чорний пішак · h7 чорний пішак · e6 чорний слон · f6 чорний слон · g6 чорний пішак · f3 білий пішак · a2 білий пішак · b2 білий пішак · c2 білий пішак · g2 білий пішак · h2 білий пішак · b1 білий король · d1 білий ферзь · f1 білий слон · h1 біла тура | a8 чорна тура · f8 чорна тура · g8 чорний король · a7 чорний пішак · b7 чорний пішак · e7 чорний пішак · f7 чорний пішак · h7 чорний пішак · e6 чорний слон · f6 чорний слон · g6 чорний пішак · f3 білий пішак · a2 білий пішак · b2 білий пішак · c2 білий пішак · g2 білий пішак · h2 білий пішак · b1 білий король · d1 білий ферзь · f1 білий слон · h1 біла тура | a8 чорна тура · f8 чорна тура · g8 чорний король · a7 чорний пішак · b7 чорний пішак · e7 чорний пішак · f7 чорний пішак · h7 чорний пішак · e6 чорний слон · f6 чорний слон · g6 чорний пішак · f3 білий пішак · a2 білий пішак · b2 білий пішак · c2 білий пішак · g2 білий пішак · h2 білий пішак · b1 білий король · d1 білий ферзь · f1 білий слон · h1 біла тура | a8 чорна тура · f8 чорна тура · g8 чорний король · a7 чорний пішак · b7 чорний пішак · e7 чорний пішак · f7 чорний пішак · h7 чорний пішак · e6 чорний слон · f6 чорний слон · g6 чорний пішак · f3 білий пішак · a2 білий пішак · b2 білий пішак · c2 білий пішак · g2 білий пішак · h2 білий пішак · b1 білий король · d1 білий ферзь · f1 білий слон · h1 біла тура | a8 чорна тура · f8 чорна тура · g8 чорний король · a7 чорний пішак · b7 чорний пішак · e7 чорний пішак · f7 чорний пішак · h7 чорний пішак · e6 чорний слон · f6 чорний слон · g6 чорний пішак · f3 білий пішак · a2 білий пішак · b2 білий пішак · c2 білий пішак · g2 білий пішак · h2 білий пішак · b1 білий король · d1 білий ферзь · f1 білий слон · h1 біла тура | 2 |
| 1 | a8 чорна тура · f8 чорна тура · g8 чорний король · a7 чорний пішак · b7 чорний пішак · e7 чорний пішак · f7 чорний пішак · h7 чорний пішак · e6 чорний слон · f6 чорний слон · g6 чорний пішак · f3 білий пішак · a2 білий пішак · b2 білий пішак · c2 білий пішак · g2 білий пішак · h2 білий пішак · b1 білий король · d1 білий ферзь · f1 білий слон · h1 біла тура | a8 чорна тура · f8 чорна тура · g8 чорний король · a7 чорний пішак · b7 чорний пішак · e7 чорний пішак · f7 чорний пішак · h7 чорний пішак · e6 чорний слон · f6 чорний слон · g6 чорний пішак · f3 білий пішак · a2 білий пішак · b2 білий пішак · c2 білий пішак · g2 білий пішак · h2 білий пішак · b1 білий король · d1 білий ферзь · f1 білий слон · h1 біла тура | a8 чорна тура · f8 чорна тура · g8 чорний король · a7 чорний пішак · b7 чорний пішак · e7 чорний пішак · f7 чорний пішак · h7 чорний пішак · e6 чорний слон · f6 чорний слон · g6 чорний пішак · f3 білий пішак · a2 білий пішак · b2 білий пішак · c2 білий пішак · g2 білий пішак · h2 білий пішак · b1 білий король · d1 білий ферзь · f1 білий слон · h1 біла тура | a8 чорна тура · f8 чорна тура · g8 чорний король · a7 чорний пішак · b7 чорний пішак · e7 чорний пішак · f7 чорний пішак · h7 чорний пішак · e6 чорний слон · f6 чорний слон · g6 чорний пішак · f3 білий пішак · a2 білий пішак · b2 білий пішак · c2 білий пішак · g2 білий пішак · h2 білий пішак · b1 білий король · d1 білий ферзь · f1 білий слон · h1 біла тура | a8 чорна тура · f8 чорна тура · g8 чорний король · a7 чорний пішак · b7 чорний пішак · e7 чорний пішак · f7 чорний пішак · h7 чорний пішак · e6 чорний слон · f6 чорний слон · g6 чорний пішак · f3 білий пішак · a2 білий пішак · b2 білий пішак · c2 білий пішак · g2 білий пішак · h2 білий пішак · b1 білий король · d1 білий ферзь · f1 білий слон · h1 біла тура | a8 чорна тура · f8 чорна тура · g8 чорний король · a7 чорний пішак · b7 чорний пішак · e7 чорний пішак · f7 чорний пішак · h7 чорний пішак · e6 чорний слон · f6 чорний слон · g6 чорний пішак · f3 білий пішак · a2 білий пішак · b2 білий пішак · c2 білий пішак · g2 білий пішак · h2 білий пішак · b1 білий король · d1 білий ферзь · f1 білий слон · h1 біла тура | a8 чорна тура · f8 чорна тура · g8 чорний король · a7 чорний пішак · b7 чорний пішак · e7 чорний пішак · f7 чорний пішак · h7 чорний пішак · e6 чорний слон · f6 чорний слон · g6 чорний пішак · f3 білий пішак · a2 білий пішак · b2 білий пішак · c2 білий пішак · g2 білий пішак · h2 білий пішак · b1 білий король · d1 білий ферзь · f1 білий слон · h1 біла тура | a8 чорна тура · f8 чорна тура · g8 чорний король · a7 чорний пішак · b7 чорний пішак · e7 чорний пішак · f7 чорний пішак · h7 чорний пішак · e6 чорний слон · f6 чорний слон · g6 чорний пішак · f3 білий пішак · a2 білий пішак · b2 білий пішак · c2 білий пішак · g2 білий пішак · h2 білий пішак · b1 білий король · d1 білий ферзь · f1 білий слон · h1 біла тура | 1 |
|   | a | b | c | d | e | f | g | h |   |

Після багатьох років домінування варіанту з 9. Bc4, цей більш давній варіант знову повертається до життя. Білі пропускають хід Bc4, щоб пришвидшити атаку. Раніше вважалось, що хід чорних 9 … d5 дозволяє їм легко вирівняти позицію, але сучасні теоретичний аналіз та практика ставлять це під сумнів. Наприклад, нещодавно показано, що позиція чорних після 9 … d5 погіршується (Іванчук), даючи перевагу білим. Деякі гравці почали експериментувати з 9. . . Bd7 та 9. . . Nxd4 за чорних. Невдовзі знайшли ефективні продовження за чорних, і прикладом цього є наступний варіант із жертвою ферзя (1996 р.): 9. 0-0-0 d5 !? 10. Kb1! ? Nxd4 11. e5! Nf5! 12. exf6 Bxf6 13. Nxd5 Qxd5! 14. Qxd5 Nxe3 15. Qd3 Nxd1 16. Qxd1 Be6! , де чорні мають достатню компенсацію за ферзя.

### Югославська атака з 9. Bc4
Ідея ходу 9. Bc4 полягає, в тому числі, в перешкоджанні вільняючому ходу чорних … d6 — d5. Ці відгалуження варіанту були ретельно проаналізовані. Окрім блокування поля d5, білопольний слон білих на с4 захищає ферзевий фланг білих та контролює діагональ a2 — g8, яка є шляхом до короля чорних. Однак слон с4 є також відносно легкою мішенню для атаки турою чорних через c8, і зазвичай йому доводиться відступати до b3, даючи чорним більше часу для організації їх контратаки. Типовим елементом цього варіанту є жертва якості на c3 з боку чорних, щоб зруйнувати пішакову структуру ферзевого флангу білих, а також жертви чорних, метою яких є відкрити довгу діагональ для фіанкетованого слона на g7. Прикладом обох ідей є варіант 9. Bc4 Bd7 10. 0-0-0 Rc8 11. Bb3 Ne5 12. h4 Nc4 13. Bxc4 Rxc4 14. h5 Nxh5 15. g4 Nf6 16. Bh6 Nxe4! 17. Qe3 Rxc3! .
|   | a | b | c | d | e | f | g | h |   |
| 8 | c8 чорна тура · d8 чорний ферзь · f8 чорна тура · g8 чорний король · a7 чорний пішак · b7 чорний пішак · d7 чорний слон · e7 чорний пішак · f7 чорний пішак · g7 чорний слон · d6 чорний пішак · f6 чорний кінь · g6 чорний пішак · e5 чорний кінь · h5 чорний пішак · d4 білий кінь · e4 білий пішак · h4 білий пішак · b3 білий слон · c3 білий кінь · e3 білий слон · f3 білий пішак · a2 білий пішак · b2 білий пішак · c2 білий пішак · d2 білий ферзь · g2 білий пішак · c1 білий король · d1 біла тура · h1 біла тура | c8 чорна тура · d8 чорний ферзь · f8 чорна тура · g8 чорний король · a7 чорний пішак · b7 чорний пішак · d7 чорний слон · e7 чорний пішак · f7 чорний пішак · g7 чорний слон · d6 чорний пішак · f6 чорний кінь · g6 чорний пішак · e5 чорний кінь · h5 чорний пішак · d4 білий кінь · e4 білий пішак · h4 білий пішак · b3 білий слон · c3 білий кінь · e3 білий слон · f3 білий пішак · a2 білий пішак · b2 білий пішак · c2 білий пішак · d2 білий ферзь · g2 білий пішак · c1 білий король · d1 біла тура · h1 біла тура | c8 чорна тура · d8 чорний ферзь · f8 чорна тура · g8 чорний король · a7 чорний пішак · b7 чорний пішак · d7 чорний слон · e7 чорний пішак · f7 чорний пішак · g7 чорний слон · d6 чорний пішак · f6 чорний кінь · g6 чорний пішак · e5 чорний кінь · h5 чорний пішак · d4 білий кінь · e4 білий пішак · h4 білий пішак · b3 білий слон · c3 білий кінь · e3 білий слон · f3 білий пішак · a2 білий пішак · b2 білий пішак · c2 білий пішак · d2 білий ферзь · g2 білий пішак · c1 білий король · d1 біла тура · h1 біла тура | c8 чорна тура · d8 чорний ферзь · f8 чорна тура · g8 чорний король · a7 чорний пішак · b7 чорний пішак · d7 чорний слон · e7 чорний пішак · f7 чорний пішак · g7 чорний слон · d6 чорний пішак · f6 чорний кінь · g6 чорний пішак · e5 чорний кінь · h5 чорний пішак · d4 білий кінь · e4 білий пішак · h4 білий пішак · b3 білий слон · c3 білий кінь · e3 білий слон · f3 білий пішак · a2 білий пішак · b2 білий пішак · c2 білий пішак · d2 білий ферзь · g2 білий пішак · c1 білий король · d1 біла тура · h1 біла тура | c8 чорна тура · d8 чорний ферзь · f8 чорна тура · g8 чорний король · a7 чорний пішак · b7 чорний пішак · d7 чорний слон · e7 чорний пішак · f7 чорний пішак · g7 чорний слон · d6 чорний пішак · f6 чорний кінь · g6 чорний пішак · e5 чорний кінь · h5 чорний пішак · d4 білий кінь · e4 білий пішак · h4 білий пішак · b3 білий слон · c3 білий кінь · e3 білий слон · f3 білий пішак · a2 білий пішак · b2 білий пішак · c2 білий пішак · d2 білий ферзь · g2 білий пішак · c1 білий король · d1 біла тура · h1 біла тура | c8 чорна тура · d8 чорний ферзь · f8 чорна тура · g8 чорний король · a7 чорний пішак · b7 чорний пішак · d7 чорний слон · e7 чорний пішак · f7 чорний пішак · g7 чорний слон · d6 чорний пішак · f6 чорний кінь · g6 чорний пішак · e5 чорний кінь · h5 чорний пішак · d4 білий кінь · e4 білий пішак · h4 білий пішак · b3 білий слон · c3 білий кінь · e3 білий слон · f3 білий пішак · a2 білий пішак · b2 білий пішак · c2 білий пішак · d2 білий ферзь · g2 білий пішак · c1 білий король · d1 біла тура · h1 біла тура | c8 чорна тура · d8 чорний ферзь · f8 чорна тура · g8 чорний король · a7 чорний пішак · b7 чорний пішак · d7 чорний слон · e7 чорний пішак · f7 чорний пішак · g7 чорний слон · d6 чорний пішак · f6 чорний кінь · g6 чорний пішак · e5 чорний кінь · h5 чорний пішак · d4 білий кінь · e4 білий пішак · h4 білий пішак · b3 білий слон · c3 білий кінь · e3 білий слон · f3 білий пішак · a2 білий пішак · b2 білий пішак · c2 білий пішак · d2 білий ферзь · g2 білий пішак · c1 білий король · d1 біла тура · h1 біла тура | c8 чорна тура · d8 чорний ферзь · f8 чорна тура · g8 чорний король · a7 чорний пішак · b7 чорний пішак · d7 чорний слон · e7 чорний пішак · f7 чорний пішак · g7 чорний слон · d6 чорний пішак · f6 чорний кінь · g6 чорний пішак · e5 чорний кінь · h5 чорний пішак · d4 білий кінь · e4 білий пішак · h4 білий пішак · b3 білий слон · c3 білий кінь · e3 білий слон · f3 білий пішак · a2 білий пішак · b2 білий пішак · c2 білий пішак · d2 білий ферзь · g2 білий пішак · c1 білий король · d1 біла тура · h1 біла тура | 8 |
| 7 | c8 чорна тура · d8 чорний ферзь · f8 чорна тура · g8 чорний король · a7 чорний пішак · b7 чорний пішак · d7 чорний слон · e7 чорний пішак · f7 чорний пішак · g7 чорний слон · d6 чорний пішак · f6 чорний кінь · g6 чорний пішак · e5 чорний кінь · h5 чорний пішак · d4 білий кінь · e4 білий пішак · h4 білий пішак · b3 білий слон · c3 білий кінь · e3 білий слон · f3 білий пішак · a2 білий пішак · b2 білий пішак · c2 білий пішак · d2 білий ферзь · g2 білий пішак · c1 білий король · d1 біла тура · h1 біла тура | c8 чорна тура · d8 чорний ферзь · f8 чорна тура · g8 чорний король · a7 чорний пішак · b7 чорний пішак · d7 чорний слон · e7 чорний пішак · f7 чорний пішак · g7 чорний слон · d6 чорний пішак · f6 чорний кінь · g6 чорний пішак · e5 чорний кінь · h5 чорний пішак · d4 білий кінь · e4 білий пішак · h4 білий пішак · b3 білий слон · c3 білий кінь · e3 білий слон · f3 білий пішак · a2 білий пішак · b2 білий пішак · c2 білий пішак · d2 білий ферзь · g2 білий пішак · c1 білий король · d1 біла тура · h1 біла тура | c8 чорна тура · d8 чорний ферзь · f8 чорна тура · g8 чорний король · a7 чорний пішак · b7 чорний пішак · d7 чорний слон · e7 чорний пішак · f7 чорний пішак · g7 чорний слон · d6 чорний пішак · f6 чорний кінь · g6 чорний пішак · e5 чорний кінь · h5 чорний пішак · d4 білий кінь · e4 білий пішак · h4 білий пішак · b3 білий слон · c3 білий кінь · e3 білий слон · f3 білий пішак · a2 білий пішак · b2 білий пішак · c2 білий пішак · d2 білий ферзь · g2 білий пішак · c1 білий король · d1 біла тура · h1 біла тура | c8 чорна тура · d8 чорний ферзь · f8 чорна тура · g8 чорний король · a7 чорний пішак · b7 чорний пішак · d7 чорний слон · e7 чорний пішак · f7 чорний пішак · g7 чорний слон · d6 чорний пішак · f6 чорний кінь · g6 чорний пішак · e5 чорний кінь · h5 чорний пішак · d4 білий кінь · e4 білий пішак · h4 білий пішак · b3 білий слон · c3 білий кінь · e3 білий слон · f3 білий пішак · a2 білий пішак · b2 білий пішак · c2 білий пішак · d2 білий ферзь · g2 білий пішак · c1 білий король · d1 біла тура · h1 біла тура | c8 чорна тура · d8 чорний ферзь · f8 чорна тура · g8 чорний король · a7 чорний пішак · b7 чорний пішак · d7 чорний слон · e7 чорний пішак · f7 чорний пішак · g7 чорний слон · d6 чорний пішак · f6 чорний кінь · g6 чорний пішак · e5 чорний кінь · h5 чорний пішак · d4 білий кінь · e4 білий пішак · h4 білий пішак · b3 білий слон · c3 білий кінь · e3 білий слон · f3 білий пішак · a2 білий пішак · b2 білий пішак · c2 білий пішак · d2 білий ферзь · g2 білий пішак · c1 білий король · d1 біла тура · h1 біла тура | c8 чорна тура · d8 чорний ферзь · f8 чорна тура · g8 чорний король · a7 чорний пішак · b7 чорний пішак · d7 чорний слон · e7 чорний пішак · f7 чорний пішак · g7 чорний слон · d6 чорний пішак · f6 чорний кінь · g6 чорний пішак · e5 чорний кінь · h5 чорний пішак · d4 білий кінь · e4 білий пішак · h4 білий пішак · b3 білий слон · c3 білий кінь · e3 білий слон · f3 білий пішак · a2 білий пішак · b2 білий пішак · c2 білий пішак · d2 білий ферзь · g2 білий пішак · c1 білий король · d1 біла тура · h1 біла тура | c8 чорна тура · d8 чорний ферзь · f8 чорна тура · g8 чорний король · a7 чорний пішак · b7 чорний пішак · d7 чорний слон · e7 чорний пішак · f7 чорний пішак · g7 чорний слон · d6 чорний пішак · f6 чорний кінь · g6 чорний пішак · e5 чорний кінь · h5 чорний пішак · d4 білий кінь · e4 білий пішак · h4 білий пішак · b3 білий слон · c3 білий кінь · e3 білий слон · f3 білий пішак · a2 білий пішак · b2 білий пішак · c2 білий пішак · d2 білий ферзь · g2 білий пішак · c1 білий король · d1 біла тура · h1 біла тура | c8 чорна тура · d8 чорний ферзь · f8 чорна тура · g8 чорний король · a7 чорний пішак · b7 чорний пішак · d7 чорний слон · e7 чорний пішак · f7 чорний пішак · g7 чорний слон · d6 чорний пішак · f6 чорний кінь · g6 чорний пішак · e5 чорний кінь · h5 чорний пішак · d4 білий кінь · e4 білий пішак · h4 білий пішак · b3 білий слон · c3 білий кінь · e3 білий слон · f3 білий пішак · a2 білий пішак · b2 білий пішак · c2 білий пішак · d2 білий ферзь · g2 білий пішак · c1 білий король · d1 біла тура · h1 біла тура | 7 |
| 6 | c8 чорна тура · d8 чорний ферзь · f8 чорна тура · g8 чорний король · a7 чорний пішак · b7 чорний пішак · d7 чорний слон · e7 чорний пішак · f7 чорний пішак · g7 чорний слон · d6 чорний пішак · f6 чорний кінь · g6 чорний пішак · e5 чорний кінь · h5 чорний пішак · d4 білий кінь · e4 білий пішак · h4 білий пішак · b3 білий слон · c3 білий кінь · e3 білий слон · f3 білий пішак · a2 білий пішак · b2 білий пішак · c2 білий пішак · d2 білий ферзь · g2 білий пішак · c1 білий король · d1 біла тура · h1 біла тура | c8 чорна тура · d8 чорний ферзь · f8 чорна тура · g8 чорний король · a7 чорний пішак · b7 чорний пішак · d7 чорний слон · e7 чорний пішак · f7 чорний пішак · g7 чорний слон · d6 чорний пішак · f6 чорний кінь · g6 чорний пішак · e5 чорний кінь · h5 чорний пішак · d4 білий кінь · e4 білий пішак · h4 білий пішак · b3 білий слон · c3 білий кінь · e3 білий слон · f3 білий пішак · a2 білий пішак · b2 білий пішак · c2 білий пішак · d2 білий ферзь · g2 білий пішак · c1 білий король · d1 біла тура · h1 біла тура | c8 чорна тура · d8 чорний ферзь · f8 чорна тура · g8 чорний король · a7 чорний пішак · b7 чорний пішак · d7 чорний слон · e7 чорний пішак · f7 чорний пішак · g7 чорний слон · d6 чорний пішак · f6 чорний кінь · g6 чорний пішак · e5 чорний кінь · h5 чорний пішак · d4 білий кінь · e4 білий пішак · h4 білий пішак · b3 білий слон · c3 білий кінь · e3 білий слон · f3 білий пішак · a2 білий пішак · b2 білий пішак · c2 білий пішак · d2 білий ферзь · g2 білий пішак · c1 білий король · d1 біла тура · h1 біла тура | c8 чорна тура · d8 чорний ферзь · f8 чорна тура · g8 чорний король · a7 чорний пішак · b7 чорний пішак · d7 чорний слон · e7 чорний пішак · f7 чорний пішак · g7 чорний слон · d6 чорний пішак · f6 чорний кінь · g6 чорний пішак · e5 чорний кінь · h5 чорний пішак · d4 білий кінь · e4 білий пішак · h4 білий пішак · b3 білий слон · c3 білий кінь · e3 білий слон · f3 білий пішак · a2 білий пішак · b2 білий пішак · c2 білий пішак · d2 білий ферзь · g2 білий пішак · c1 білий король · d1 біла тура · h1 біла тура | c8 чорна тура · d8 чорний ферзь · f8 чорна тура · g8 чорний король · a7 чорний пішак · b7 чорний пішак · d7 чорний слон · e7 чорний пішак · f7 чорний пішак · g7 чорний слон · d6 чорний пішак · f6 чорний кінь · g6 чорний пішак · e5 чорний кінь · h5 чорний пішак · d4 білий кінь · e4 білий пішак · h4 білий пішак · b3 білий слон · c3 білий кінь · e3 білий слон · f3 білий пішак · a2 білий пішак · b2 білий пішак · c2 білий пішак · d2 білий ферзь · g2 білий пішак · c1 білий король · d1 біла тура · h1 біла тура | c8 чорна тура · d8 чорний ферзь · f8 чорна тура · g8 чорний король · a7 чорний пішак · b7 чорний пішак · d7 чорний слон · e7 чорний пішак · f7 чорний пішак · g7 чорний слон · d6 чорний пішак · f6 чорний кінь · g6 чорний пішак · e5 чорний кінь · h5 чорний пішак · d4 білий кінь · e4 білий пішак · h4 білий пішак · b3 білий слон · c3 білий кінь · e3 білий слон · f3 білий пішак · a2 білий пішак · b2 білий пішак · c2 білий пішак · d2 білий ферзь · g2 білий пішак · c1 білий король · d1 біла тура · h1 біла тура | c8 чорна тура · d8 чорний ферзь · f8 чорна тура · g8 чорний король · a7 чорний пішак · b7 чорний пішак · d7 чорний слон · e7 чорний пішак · f7 чорний пішак · g7 чорний слон · d6 чорний пішак · f6 чорний кінь · g6 чорний пішак · e5 чорний кінь · h5 чорний пішак · d4 білий кінь · e4 білий пішак · h4 білий пішак · b3 білий слон · c3 білий кінь · e3 білий слон · f3 білий пішак · a2 білий пішак · b2 білий пішак · c2 білий пішак · d2 білий ферзь · g2 білий пішак · c1 білий король · d1 біла тура · h1 біла тура | c8 чорна тура · d8 чорний ферзь · f8 чорна тура · g8 чорний король · a7 чорний пішак · b7 чорний пішак · d7 чорний слон · e7 чорний пішак · f7 чорний пішак · g7 чорний слон · d6 чорний пішак · f6 чорний кінь · g6 чорний пішак · e5 чорний кінь · h5 чорний пішак · d4 білий кінь · e4 білий пішак · h4 білий пішак · b3 білий слон · c3 білий кінь · e3 білий слон · f3 білий пішак · a2 білий пішак · b2 білий пішак · c2 білий пішак · d2 білий ферзь · g2 білий пішак · c1 білий король · d1 біла тура · h1 біла тура | 6 |
| 5 | c8 чорна тура · d8 чорний ферзь · f8 чорна тура · g8 чорний король · a7 чорний пішак · b7 чорний пішак · d7 чорний слон · e7 чорний пішак · f7 чорний пішак · g7 чорний слон · d6 чорний пішак · f6 чорний кінь · g6 чорний пішак · e5 чорний кінь · h5 чорний пішак · d4 білий кінь · e4 білий пішак · h4 білий пішак · b3 білий слон · c3 білий кінь · e3 білий слон · f3 білий пішак · a2 білий пішак · b2 білий пішак · c2 білий пішак · d2 білий ферзь · g2 білий пішак · c1 білий король · d1 біла тура · h1 біла тура | c8 чорна тура · d8 чорний ферзь · f8 чорна тура · g8 чорний король · a7 чорний пішак · b7 чорний пішак · d7 чорний слон · e7 чорний пішак · f7 чорний пішак · g7 чорний слон · d6 чорний пішак · f6 чорний кінь · g6 чорний пішак · e5 чорний кінь · h5 чорний пішак · d4 білий кінь · e4 білий пішак · h4 білий пішак · b3 білий слон · c3 білий кінь · e3 білий слон · f3 білий пішак · a2 білий пішак · b2 білий пішак · c2 білий пішак · d2 білий ферзь · g2 білий пішак · c1 білий король · d1 біла тура · h1 біла тура | c8 чорна тура · d8 чорний ферзь · f8 чорна тура · g8 чорний король · a7 чорний пішак · b7 чорний пішак · d7 чорний слон · e7 чорний пішак · f7 чорний пішак · g7 чорний слон · d6 чорний пішак · f6 чорний кінь · g6 чорний пішак · e5 чорний кінь · h5 чорний пішак · d4 білий кінь · e4 білий пішак · h4 білий пішак · b3 білий слон · c3 білий кінь · e3 білий слон · f3 білий пішак · a2 білий пішак · b2 білий пішак · c2 білий пішак · d2 білий ферзь · g2 білий пішак · c1 білий король · d1 біла тура · h1 біла тура | c8 чорна тура · d8 чорний ферзь · f8 чорна тура · g8 чорний король · a7 чорний пішак · b7 чорний пішак · d7 чорний слон · e7 чорний пішак · f7 чорний пішак · g7 чорний слон · d6 чорний пішак · f6 чорний кінь · g6 чорний пішак · e5 чорний кінь · h5 чорний пішак · d4 білий кінь · e4 білий пішак · h4 білий пішак · b3 білий слон · c3 білий кінь · e3 білий слон · f3 білий пішак · a2 білий пішак · b2 білий пішак · c2 білий пішак · d2 білий ферзь · g2 білий пішак · c1 білий король · d1 біла тура · h1 біла тура | c8 чорна тура · d8 чорний ферзь · f8 чорна тура · g8 чорний король · a7 чорний пішак · b7 чорний пішак · d7 чорний слон · e7 чорний пішак · f7 чорний пішак · g7 чорний слон · d6 чорний пішак · f6 чорний кінь · g6 чорний пішак · e5 чорний кінь · h5 чорний пішак · d4 білий кінь · e4 білий пішак · h4 білий пішак · b3 білий слон · c3 білий кінь · e3 білий слон · f3 білий пішак · a2 білий пішак · b2 білий пішак · c2 білий пішак · d2 білий ферзь · g2 білий пішак · c1 білий король · d1 біла тура · h1 біла тура | c8 чорна тура · d8 чорний ферзь · f8 чорна тура · g8 чорний король · a7 чорний пішак · b7 чорний пішак · d7 чорний слон · e7 чорний пішак · f7 чорний пішак · g7 чорний слон · d6 чорний пішак · f6 чорний кінь · g6 чорний пішак · e5 чорний кінь · h5 чорний пішак · d4 білий кінь · e4 білий пішак · h4 білий пішак · b3 білий слон · c3 білий кінь · e3 білий слон · f3 білий пішак · a2 білий пішак · b2 білий пішак · c2 білий пішак · d2 білий ферзь · g2 білий пішак · c1 білий король · d1 біла тура · h1 біла тура | c8 чорна тура · d8 чорний ферзь · f8 чорна тура · g8 чорний король · a7 чорний пішак · b7 чорний пішак · d7 чорний слон · e7 чорний пішак · f7 чорний пішак · g7 чорний слон · d6 чорний пішак · f6 чорний кінь · g6 чорний пішак · e5 чорний кінь · h5 чорний пішак · d4 білий кінь · e4 білий пішак · h4 білий пішак · b3 білий слон · c3 білий кінь · e3 білий слон · f3 білий пішак · a2 білий пішак · b2 білий пішак · c2 білий пішак · d2 білий ферзь · g2 білий пішак · c1 білий король · d1 біла тура · h1 біла тура | c8 чорна тура · d8 чорний ферзь · f8 чорна тура · g8 чорний король · a7 чорний пішак · b7 чорний пішак · d7 чорний слон · e7 чорний пішак · f7 чорний пішак · g7 чорний слон · d6 чорний пішак · f6 чорний кінь · g6 чорний пішак · e5 чорний кінь · h5 чорний пішак · d4 білий кінь · e4 білий пішак · h4 білий пішак · b3 білий слон · c3 білий кінь · e3 білий слон · f3 білий пішак · a2 білий пішак · b2 білий пішак · c2 білий пішак · d2 білий ферзь · g2 білий пішак · c1 білий король · d1 біла тура · h1 біла тура | 5 |
| 4 | c8 чорна тура · d8 чорний ферзь · f8 чорна тура · g8 чорний король · a7 чорний пішак · b7 чорний пішак · d7 чорний слон · e7 чорний пішак · f7 чорний пішак · g7 чорний слон · d6 чорний пішак · f6 чорний кінь · g6 чорний пішак · e5 чорний кінь · h5 чорний пішак · d4 білий кінь · e4 білий пішак · h4 білий пішак · b3 білий слон · c3 білий кінь · e3 білий слон · f3 білий пішак · a2 білий пішак · b2 білий пішак · c2 білий пішак · d2 білий ферзь · g2 білий пішак · c1 білий король · d1 біла тура · h1 біла тура | c8 чорна тура · d8 чорний ферзь · f8 чорна тура · g8 чорний король · a7 чорний пішак · b7 чорний пішак · d7 чорний слон · e7 чорний пішак · f7 чорний пішак · g7 чорний слон · d6 чорний пішак · f6 чорний кінь · g6 чорний пішак · e5 чорний кінь · h5 чорний пішак · d4 білий кінь · e4 білий пішак · h4 білий пішак · b3 білий слон · c3 білий кінь · e3 білий слон · f3 білий пішак · a2 білий пішак · b2 білий пішак · c2 білий пішак · d2 білий ферзь · g2 білий пішак · c1 білий король · d1 біла тура · h1 біла тура | c8 чорна тура · d8 чорний ферзь · f8 чорна тура · g8 чорний король · a7 чорний пішак · b7 чорний пішак · d7 чорний слон · e7 чорний пішак · f7 чорний пішак · g7 чорний слон · d6 чорний пішак · f6 чорний кінь · g6 чорний пішак · e5 чорний кінь · h5 чорний пішак · d4 білий кінь · e4 білий пішак · h4 білий пішак · b3 білий слон · c3 білий кінь · e3 білий слон · f3 білий пішак · a2 білий пішак · b2 білий пішак · c2 білий пішак · d2 білий ферзь · g2 білий пішак · c1 білий король · d1 біла тура · h1 біла тура | c8 чорна тура · d8 чорний ферзь · f8 чорна тура · g8 чорний король · a7 чорний пішак · b7 чорний пішак · d7 чорний слон · e7 чорний пішак · f7 чорний пішак · g7 чорний слон · d6 чорний пішак · f6 чорний кінь · g6 чорний пішак · e5 чорний кінь · h5 чорний пішак · d4 білий кінь · e4 білий пішак · h4 білий пішак · b3 білий слон · c3 білий кінь · e3 білий слон · f3 білий пішак · a2 білий пішак · b2 білий пішак · c2 білий пішак · d2 білий ферзь · g2 білий пішак · c1 білий король · d1 біла тура · h1 біла тура | c8 чорна тура · d8 чорний ферзь · f8 чорна тура · g8 чорний король · a7 чорний пішак · b7 чорний пішак · d7 чорний слон · e7 чорний пішак · f7 чорний пішак · g7 чорний слон · d6 чорний пішак · f6 чорний кінь · g6 чорний пішак · e5 чорний кінь · h5 чорний пішак · d4 білий кінь · e4 білий пішак · h4 білий пішак · b3 білий слон · c3 білий кінь · e3 білий слон · f3 білий пішак · a2 білий пішак · b2 білий пішак · c2 білий пішак · d2 білий ферзь · g2 білий пішак · c1 білий король · d1 біла тура · h1 біла тура | c8 чорна тура · d8 чорний ферзь · f8 чорна тура · g8 чорний король · a7 чорний пішак · b7 чорний пішак · d7 чорний слон · e7 чорний пішак · f7 чорний пішак · g7 чорний слон · d6 чорний пішак · f6 чорний кінь · g6 чорний пішак · e5 чорний кінь · h5 чорний пішак · d4 білий кінь · e4 білий пішак · h4 білий пішак · b3 білий слон · c3 білий кінь · e3 білий слон · f3 білий пішак · a2 білий пішак · b2 білий пішак · c2 білий пішак · d2 білий ферзь · g2 білий пішак · c1 білий король · d1 біла тура · h1 біла тура | c8 чорна тура · d8 чорний ферзь · f8 чорна тура · g8 чорний король · a7 чорний пішак · b7 чорний пішак · d7 чорний слон · e7 чорний пішак · f7 чорний пішак · g7 чорний слон · d6 чорний пішак · f6 чорний кінь · g6 чорний пішак · e5 чорний кінь · h5 чорний пішак · d4 білий кінь · e4 білий пішак · h4 білий пішак · b3 білий слон · c3 білий кінь · e3 білий слон · f3 білий пішак · a2 білий пішак · b2 білий пішак · c2 білий пішак · d2 білий ферзь · g2 білий пішак · c1 білий король · d1 біла тура · h1 біла тура | c8 чорна тура · d8 чорний ферзь · f8 чорна тура · g8 чорний король · a7 чорний пішак · b7 чорний пішак · d7 чорний слон · e7 чорний пішак · f7 чорний пішак · g7 чорний слон · d6 чорний пішак · f6 чорний кінь · g6 чорний пішак · e5 чорний кінь · h5 чорний пішак · d4 білий кінь · e4 білий пішак · h4 білий пішак · b3 білий слон · c3 білий кінь · e3 білий слон · f3 білий пішак · a2 білий пішак · b2 білий пішак · c2 білий пішак · d2 білий ферзь · g2 білий пішак · c1 білий король · d1 біла тура · h1 біла тура | 4 |
| 3 | c8 чорна тура · d8 чорний ферзь · f8 чорна тура · g8 чорний король · a7 чорний пішак · b7 чорний пішак · d7 чорний слон · e7 чорний пішак · f7 чорний пішак · g7 чорний слон · d6 чорний пішак · f6 чорний кінь · g6 чорний пішак · e5 чорний кінь · h5 чорний пішак · d4 білий кінь · e4 білий пішак · h4 білий пішак · b3 білий слон · c3 білий кінь · e3 білий слон · f3 білий пішак · a2 білий пішак · b2 білий пішак · c2 білий пішак · d2 білий ферзь · g2 білий пішак · c1 білий король · d1 біла тура · h1 біла тура | c8 чорна тура · d8 чорний ферзь · f8 чорна тура · g8 чорний король · a7 чорний пішак · b7 чорний пішак · d7 чорний слон · e7 чорний пішак · f7 чорний пішак · g7 чорний слон · d6 чорний пішак · f6 чорний кінь · g6 чорний пішак · e5 чорний кінь · h5 чорний пішак · d4 білий кінь · e4 білий пішак · h4 білий пішак · b3 білий слон · c3 білий кінь · e3 білий слон · f3 білий пішак · a2 білий пішак · b2 білий пішак · c2 білий пішак · d2 білий ферзь · g2 білий пішак · c1 білий король · d1 біла тура · h1 біла тура | c8 чорна тура · d8 чорний ферзь · f8 чорна тура · g8 чорний король · a7 чорний пішак · b7 чорний пішак · d7 чорний слон · e7 чорний пішак · f7 чорний пішак · g7 чорний слон · d6 чорний пішак · f6 чорний кінь · g6 чорний пішак · e5 чорний кінь · h5 чорний пішак · d4 білий кінь · e4 білий пішак · h4 білий пішак · b3 білий слон · c3 білий кінь · e3 білий слон · f3 білий пішак · a2 білий пішак · b2 білий пішак · c2 білий пішак · d2 білий ферзь · g2 білий пішак · c1 білий король · d1 біла тура · h1 біла тура | c8 чорна тура · d8 чорний ферзь · f8 чорна тура · g8 чорний король · a7 чорний пішак · b7 чорний пішак · d7 чорний слон · e7 чорний пішак · f7 чорний пішак · g7 чорний слон · d6 чорний пішак · f6 чорний кінь · g6 чорний пішак · e5 чорний кінь · h5 чорний пішак · d4 білий кінь · e4 білий пішак · h4 білий пішак · b3 білий слон · c3 білий кінь · e3 білий слон · f3 білий пішак · a2 білий пішак · b2 білий пішак · c2 білий пішак · d2 білий ферзь · g2 білий пішак · c1 білий король · d1 біла тура · h1 біла тура | c8 чорна тура · d8 чорний ферзь · f8 чорна тура · g8 чорний король · a7 чорний пішак · b7 чорний пішак · d7 чорний слон · e7 чорний пішак · f7 чорний пішак · g7 чорний слон · d6 чорний пішак · f6 чорний кінь · g6 чорний пішак · e5 чорний кінь · h5 чорний пішак · d4 білий кінь · e4 білий пішак · h4 білий пішак · b3 білий слон · c3 білий кінь · e3 білий слон · f3 білий пішак · a2 білий пішак · b2 білий пішак · c2 білий пішак · d2 білий ферзь · g2 білий пішак · c1 білий король · d1 біла тура · h1 біла тура | c8 чорна тура · d8 чорний ферзь · f8 чорна тура · g8 чорний король · a7 чорний пішак · b7 чорний пішак · d7 чорний слон · e7 чорний пішак · f7 чорний пішак · g7 чорний слон · d6 чорний пішак · f6 чорний кінь · g6 чорний пішак · e5 чорний кінь · h5 чорний пішак · d4 білий кінь · e4 білий пішак · h4 білий пішак · b3 білий слон · c3 білий кінь · e3 білий слон · f3 білий пішак · a2 білий пішак · b2 білий пішак · c2 білий пішак · d2 білий ферзь · g2 білий пішак · c1 білий король · d1 біла тура · h1 біла тура | c8 чорна тура · d8 чорний ферзь · f8 чорна тура · g8 чорний король · a7 чорний пішак · b7 чорний пішак · d7 чорний слон · e7 чорний пішак · f7 чорний пішак · g7 чорний слон · d6 чорний пішак · f6 чорний кінь · g6 чорний пішак · e5 чорний кінь · h5 чорний пішак · d4 білий кінь · e4 білий пішак · h4 білий пішак · b3 білий слон · c3 білий кінь · e3 білий слон · f3 білий пішак · a2 білий пішак · b2 білий пішак · c2 білий пішак · d2 білий ферзь · g2 білий пішак · c1 білий король · d1 біла тура · h1 біла тура | c8 чорна тура · d8 чорний ферзь · f8 чорна тура · g8 чорний король · a7 чорний пішак · b7 чорний пішак · d7 чорний слон · e7 чорний пішак · f7 чорний пішак · g7 чорний слон · d6 чорний пішак · f6 чорний кінь · g6 чорний пішак · e5 чорний кінь · h5 чорний пішак · d4 білий кінь · e4 білий пішак · h4 білий пішак · b3 білий слон · c3 білий кінь · e3 білий слон · f3 білий пішак · a2 білий пішак · b2 білий пішак · c2 білий пішак · d2 білий ферзь · g2 білий пішак · c1 білий король · d1 біла тура · h1 біла тура | 3 |
| 2 | c8 чорна тура · d8 чорний ферзь · f8 чорна тура · g8 чорний король · a7 чорний пішак · b7 чорний пішак · d7 чорний слон · e7 чорний пішак · f7 чорний пішак · g7 чорний слон · d6 чорний пішак · f6 чорний кінь · g6 чорний пішак · e5 чорний кінь · h5 чорний пішак · d4 білий кінь · e4 білий пішак · h4 білий пішак · b3 білий слон · c3 білий кінь · e3 білий слон · f3 білий пішак · a2 білий пішак · b2 білий пішак · c2 білий пішак · d2 білий ферзь · g2 білий пішак · c1 білий король · d1 біла тура · h1 біла тура | c8 чорна тура · d8 чорний ферзь · f8 чорна тура · g8 чорний король · a7 чорний пішак · b7 чорний пішак · d7 чорний слон · e7 чорний пішак · f7 чорний пішак · g7 чорний слон · d6 чорний пішак · f6 чорний кінь · g6 чорний пішак · e5 чорний кінь · h5 чорний пішак · d4 білий кінь · e4 білий пішак · h4 білий пішак · b3 білий слон · c3 білий кінь · e3 білий слон · f3 білий пішак · a2 білий пішак · b2 білий пішак · c2 білий пішак · d2 білий ферзь · g2 білий пішак · c1 білий король · d1 біла тура · h1 біла тура | c8 чорна тура · d8 чорний ферзь · f8 чорна тура · g8 чорний король · a7 чорний пішак · b7 чорний пішак · d7 чорний слон · e7 чорний пішак · f7 чорний пішак · g7 чорний слон · d6 чорний пішак · f6 чорний кінь · g6 чорний пішак · e5 чорний кінь · h5 чорний пішак · d4 білий кінь · e4 білий пішак · h4 білий пішак · b3 білий слон · c3 білий кінь · e3 білий слон · f3 білий пішак · a2 білий пішак · b2 білий пішак · c2 білий пішак · d2 білий ферзь · g2 білий пішак · c1 білий король · d1 біла тура · h1 біла тура | c8 чорна тура · d8 чорний ферзь · f8 чорна тура · g8 чорний король · a7 чорний пішак · b7 чорний пішак · d7 чорний слон · e7 чорний пішак · f7 чорний пішак · g7 чорний слон · d6 чорний пішак · f6 чорний кінь · g6 чорний пішак · e5 чорний кінь · h5 чорний пішак · d4 білий кінь · e4 білий пішак · h4 білий пішак · b3 білий слон · c3 білий кінь · e3 білий слон · f3 білий пішак · a2 білий пішак · b2 білий пішак · c2 білий пішак · d2 білий ферзь · g2 білий пішак · c1 білий король · d1 біла тура · h1 біла тура | c8 чорна тура · d8 чорний ферзь · f8 чорна тура · g8 чорний король · a7 чорний пішак · b7 чорний пішак · d7 чорний слон · e7 чорний пішак · f7 чорний пішак · g7 чорний слон · d6 чорний пішак · f6 чорний кінь · g6 чорний пішак · e5 чорний кінь · h5 чорний пішак · d4 білий кінь · e4 білий пішак · h4 білий пішак · b3 білий слон · c3 білий кінь · e3 білий слон · f3 білий пішак · a2 білий пішак · b2 білий пішак · c2 білий пішак · d2 білий ферзь · g2 білий пішак · c1 білий король · d1 біла тура · h1 біла тура | c8 чорна тура · d8 чорний ферзь · f8 чорна тура · g8 чорний король · a7 чорний пішак · b7 чорний пішак · d7 чорний слон · e7 чорний пішак · f7 чорний пішак · g7 чорний слон · d6 чорний пішак · f6 чорний кінь · g6 чорний пішак · e5 чорний кінь · h5 чорний пішак · d4 білий кінь · e4 білий пішак · h4 білий пішак · b3 білий слон · c3 білий кінь · e3 білий слон · f3 білий пішак · a2 білий пішак · b2 білий пішак · c2 білий пішак · d2 білий ферзь · g2 білий пішак · c1 білий король · d1 біла тура · h1 біла тура | c8 чорна тура · d8 чорний ферзь · f8 чорна тура · g8 чорний король · a7 чорний пішак · b7 чорний пішак · d7 чорний слон · e7 чорний пішак · f7 чорний пішак · g7 чорний слон · d6 чорний пішак · f6 чорний кінь · g6 чорний пішак · e5 чорний кінь · h5 чорний пішак · d4 білий кінь · e4 білий пішак · h4 білий пішак · b3 білий слон · c3 білий кінь · e3 білий слон · f3 білий пішак · a2 білий пішак · b2 білий пішак · c2 білий пішак · d2 білий ферзь · g2 білий пішак · c1 білий король · d1 біла тура · h1 біла тура | c8 чорна тура · d8 чорний ферзь · f8 чорна тура · g8 чорний король · a7 чорний пішак · b7 чорний пішак · d7 чорний слон · e7 чорний пішак · f7 чорний пішак · g7 чорний слон · d6 чорний пішак · f6 чорний кінь · g6 чорний пішак · e5 чорний кінь · h5 чорний пішак · d4 білий кінь · e4 білий пішак · h4 білий пішак · b3 білий слон · c3 білий кінь · e3 білий слон · f3 білий пішак · a2 білий пішак · b2 білий пішак · c2 білий пішак · d2 білий ферзь · g2 білий пішак · c1 білий король · d1 біла тура · h1 біла тура | 2 |
| 1 | c8 чорна тура · d8 чорний ферзь · f8 чорна тура · g8 чорний король · a7 чорний пішак · b7 чорний пішак · d7 чорний слон · e7 чорний пішак · f7 чорний пішак · g7 чорний слон · d6 чорний пішак · f6 чорний кінь · g6 чорний пішак · e5 чорний кінь · h5 чорний пішак · d4 білий кінь · e4 білий пішак · h4 білий пішак · b3 білий слон · c3 білий кінь · e3 білий слон · f3 білий пішак · a2 білий пішак · b2 білий пішак · c2 білий пішак · d2 білий ферзь · g2 білий пішак · c1 білий король · d1 біла тура · h1 біла тура | c8 чорна тура · d8 чорний ферзь · f8 чорна тура · g8 чорний король · a7 чорний пішак · b7 чорний пішак · d7 чорний слон · e7 чорний пішак · f7 чорний пішак · g7 чорний слон · d6 чорний пішак · f6 чорний кінь · g6 чорний пішак · e5 чорний кінь · h5 чорний пішак · d4 білий кінь · e4 білий пішак · h4 білий пішак · b3 білий слон · c3 білий кінь · e3 білий слон · f3 білий пішак · a2 білий пішак · b2 білий пішак · c2 білий пішак · d2 білий ферзь · g2 білий пішак · c1 білий король · d1 біла тура · h1 біла тура | c8 чорна тура · d8 чорний ферзь · f8 чорна тура · g8 чорний король · a7 чорний пішак · b7 чорний пішак · d7 чорний слон · e7 чорний пішак · f7 чорний пішак · g7 чорний слон · d6 чорний пішак · f6 чорний кінь · g6 чорний пішак · e5 чорний кінь · h5 чорний пішак · d4 білий кінь · e4 білий пішак · h4 білий пішак · b3 білий слон · c3 білий кінь · e3 білий слон · f3 білий пішак · a2 білий пішак · b2 білий пішак · c2 білий пішак · d2 білий ферзь · g2 білий пішак · c1 білий король · d1 біла тура · h1 біла тура | c8 чорна тура · d8 чорний ферзь · f8 чорна тура · g8 чорний король · a7 чорний пішак · b7 чорний пішак · d7 чорний слон · e7 чорний пішак · f7 чорний пішак · g7 чорний слон · d6 чорний пішак · f6 чорний кінь · g6 чорний пішак · e5 чорний кінь · h5 чорний пішак · d4 білий кінь · e4 білий пішак · h4 білий пішак · b3 білий слон · c3 білий кінь · e3 білий слон · f3 білий пішак · a2 білий пішак · b2 білий пішак · c2 білий пішак · d2 білий ферзь · g2 білий пішак · c1 білий король · d1 біла тура · h1 біла тура | c8 чорна тура · d8 чорний ферзь · f8 чорна тура · g8 чорний король · a7 чорний пішак · b7 чорний пішак · d7 чорний слон · e7 чорний пішак · f7 чорний пішак · g7 чорний слон · d6 чорний пішак · f6 чорний кінь · g6 чорний пішак · e5 чорний кінь · h5 чорний пішак · d4 білий кінь · e4 білий пішак · h4 білий пішак · b3 білий слон · c3 білий кінь · e3 білий слон · f3 білий пішак · a2 білий пішак · b2 білий пішак · c2 білий пішак · d2 білий ферзь · g2 білий пішак · c1 білий король · d1 біла тура · h1 біла тура | c8 чорна тура · d8 чорний ферзь · f8 чорна тура · g8 чорний король · a7 чорний пішак · b7 чорний пішак · d7 чорний слон · e7 чорний пішак · f7 чорний пішак · g7 чорний слон · d6 чорний пішак · f6 чорний кінь · g6 чорний пішак · e5 чорний кінь · h5 чорний пішак · d4 білий кінь · e4 білий пішак · h4 білий пішак · b3 білий слон · c3 білий кінь · e3 білий слон · f3 білий пішак · a2 білий пішак · b2 білий пішак · c2 білий пішак · d2 білий ферзь · g2 білий пішак · c1 білий король · d1 біла тура · h1 біла тура | c8 чорна тура · d8 чорний ферзь · f8 чорна тура · g8 чорний король · a7 чорний пішак · b7 чорний пішак · d7 чорний слон · e7 чорний пішак · f7 чорний пішак · g7 чорний слон · d6 чорний пішак · f6 чорний кінь · g6 чорний пішак · e5 чорний кінь · h5 чорний пішак · d4 білий кінь · e4 білий пішак · h4 білий пішак · b3 білий слон · c3 білий кінь · e3 білий слон · f3 білий пішак · a2 білий пішак · b2 білий пішак · c2 білий пішак · d2 білий ферзь · g2 білий пішак · c1 білий король · d1 біла тура · h1 біла тура | c8 чорна тура · d8 чорний ферзь · f8 чорна тура · g8 чорний король · a7 чорний пішак · b7 чорний пішак · d7 чорний слон · e7 чорний пішак · f7 чорний пішак · g7 чорний слон · d6 чорний пішак · f6 чорний кінь · g6 чорний пішак · e5 чорний кінь · h5 чорний пішак · d4 білий кінь · e4 білий пішак · h4 білий пішак · b3 білий слон · c3 білий кінь · e3 білий слон · f3 білий пішак · a2 білий пішак · b2 білий пішак · c2 білий пішак · d2 білий ферзь · g2 білий пішак · c1 білий король · d1 біла тура · h1 біла тура | 1 |
|   | a | b | c | d | e | f | g | h |   |

 Варіація Солтіса була основною лінією «Дракона» до кінця 1990-х. Гаррі Каспаров тричі зіграв цей хід на чемпіонаті світу 1995 року проти Вішванатана Ананда, отримавши дві перемоги та нічию. Гра розвивається за сценарієм 9. Bc4 Bd7 10. 0-0-0 Rc8 11. Bb3 Ne5 12. h4 h5 (ключовий хід що затримує просування вперед білого пішака по вертикалі h). Інші важливі варіації за чорних: 12. . . Qa5 і 12. . . Nc4 . Білі уникають варіації Солтіса, граючи в 12. Kb1, який виявився настільки ефективним, що чорні гравці, в свою чергу, намагалися ухилитися від цього ходом 10. . . Rb8 , відомим як «Китайський Дракон».

## Класична варіація: 6. Be2
Класична варіація, 6. Be2 — це найдавніша відповідь білих у «Драконі». Це друга найпоширеніша відповідь білих окрім Югославської атаки. Через 6. . . Bg7 , є два основних продовження за білих:
- Після 7. Be3 Nc6 8. 0-0 0-0, дві основні відповіді білих — 9. Nb3 та 9. Qd2 . Хід конем є дуже поширеним у класичній варіації, і Qd2 добре протидіє з 9 … d5 .
- Після 7. 0-0 Білі мають вибір між полями e3 та g5 для свого слона. Якщо він розміщений на e3, гра, як правило, переноситься у наведені вище комбінації. У своїй книзі «Starting Out: The Sicilian Dragon» Ендрю Мартін називає Be3 «традиційним способом розвитку», а Bg5 — «набагато небезпечнішим» і «найкращим шансом білих зіграти на перемогу в класичному драконі». Як і у випадку з Be3, після Bg5 білі зазвичай розміщують свого коня на b3, уникаючи розміну на d4.

## Атака Левенфіша: 6.f4
Атака Левенфіша, 6. f4, названа на честь російського гросмейстера Григорія Левенфіша, який рекомендував її в радянському шаховому щорічнику 1937 року. В даний час це не дуже поширений хід у високих шахах, хоча Василь Іванчук здобував з ним перемогу. Білі готують 7.e5, що атакує коня чорних на f6, тому ходи 6. . . Nc6 або 6. . . Nbd7 вважаються обов'язковим для відбиття атаки Левенфіша. Після 6. . . Bg7 7. e5 Nh5 8. Bb5 + Bd7 9. Qe2 Bxb5 10. Qxb5 + Nd7 11. Nf3 dxe5 12. fxe5 a6 13. Qe2 Qb6 14. Bd2 Qe6 15. ТОВ Nxe5 16. Rhe1 білі мають певну ініціативу.

## Варіація Гаррінгтона— Глека: 6. Be3 Bg7 7. Be2 0-0 8. Qd2
Варіація Гаррінгтона — Глека — ще один варіант за білих. Був названий на честь гросмейстера Ігоря Глека, який доклав чимало зусиль, оцінюючи отримані позиції для білих. 6. Be3 Bg7 7. Be2 0-0 8. Qd2! ? Джон Еммс писав: "Хоча важко перевершити Югославську атаку в плані гостроти та агресивності гри, хід 7. Be2 0-0 8. Qd2 !? також передвіщає чорним чимало проблем . . . У планах білих — довга рокіровка та атака на королівському фланзі. І є великий плюс в тому, що це набагато, набагато менше теоретично! "

Після основних ходів 8. . . Nc6 9. 0-0-0 на дошці спостерігається наступна позиція.
|   | a | b | c | d | e | f | g | h |   |
| 8 | a8 чорна тура · c8 чорний слон · d8 чорний ферзь · f8 чорна тура · g8 чорний король · a7 чорний пішак · b7 чорний пішак · e7 чорний пішак · f7 чорний пішак · g7 чорний слон · h7 чорний пішак · c6 чорний кінь · d6 чорний пішак · f6 чорний кінь · g6 чорний пішак · d4 білий кінь · e4 білий пішак · c3 білий кінь · e3 білий слон · a2 білий пішак · b2 білий пішак · c2 білий пішак · d2 білий ферзь · e2 білий слон · f2 білий пішак · g2 білий пішак · h2 білий пішак · c1 білий король · d1 біла тура · h1 біла тура | a8 чорна тура · c8 чорний слон · d8 чорний ферзь · f8 чорна тура · g8 чорний король · a7 чорний пішак · b7 чорний пішак · e7 чорний пішак · f7 чорний пішак · g7 чорний слон · h7 чорний пішак · c6 чорний кінь · d6 чорний пішак · f6 чорний кінь · g6 чорний пішак · d4 білий кінь · e4 білий пішак · c3 білий кінь · e3 білий слон · a2 білий пішак · b2 білий пішак · c2 білий пішак · d2 білий ферзь · e2 білий слон · f2 білий пішак · g2 білий пішак · h2 білий пішак · c1 білий король · d1 біла тура · h1 біла тура | a8 чорна тура · c8 чорний слон · d8 чорний ферзь · f8 чорна тура · g8 чорний король · a7 чорний пішак · b7 чорний пішак · e7 чорний пішак · f7 чорний пішак · g7 чорний слон · h7 чорний пішак · c6 чорний кінь · d6 чорний пішак · f6 чорний кінь · g6 чорний пішак · d4 білий кінь · e4 білий пішак · c3 білий кінь · e3 білий слон · a2 білий пішак · b2 білий пішак · c2 білий пішак · d2 білий ферзь · e2 білий слон · f2 білий пішак · g2 білий пішак · h2 білий пішак · c1 білий король · d1 біла тура · h1 біла тура | a8 чорна тура · c8 чорний слон · d8 чорний ферзь · f8 чорна тура · g8 чорний король · a7 чорний пішак · b7 чорний пішак · e7 чорний пішак · f7 чорний пішак · g7 чорний слон · h7 чорний пішак · c6 чорний кінь · d6 чорний пішак · f6 чорний кінь · g6 чорний пішак · d4 білий кінь · e4 білий пішак · c3 білий кінь · e3 білий слон · a2 білий пішак · b2 білий пішак · c2 білий пішак · d2 білий ферзь · e2 білий слон · f2 білий пішак · g2 білий пішак · h2 білий пішак · c1 білий король · d1 біла тура · h1 біла тура | a8 чорна тура · c8 чорний слон · d8 чорний ферзь · f8 чорна тура · g8 чорний король · a7 чорний пішак · b7 чорний пішак · e7 чорний пішак · f7 чорний пішак · g7 чорний слон · h7 чорний пішак · c6 чорний кінь · d6 чорний пішак · f6 чорний кінь · g6 чорний пішак · d4 білий кінь · e4 білий пішак · c3 білий кінь · e3 білий слон · a2 білий пішак · b2 білий пішак · c2 білий пішак · d2 білий ферзь · e2 білий слон · f2 білий пішак · g2 білий пішак · h2 білий пішак · c1 білий король · d1 біла тура · h1 біла тура | a8 чорна тура · c8 чорний слон · d8 чорний ферзь · f8 чорна тура · g8 чорний король · a7 чорний пішак · b7 чорний пішак · e7 чорний пішак · f7 чорний пішак · g7 чорний слон · h7 чорний пішак · c6 чорний кінь · d6 чорний пішак · f6 чорний кінь · g6 чорний пішак · d4 білий кінь · e4 білий пішак · c3 білий кінь · e3 білий слон · a2 білий пішак · b2 білий пішак · c2 білий пішак · d2 білий ферзь · e2 білий слон · f2 білий пішак · g2 білий пішак · h2 білий пішак · c1 білий король · d1 біла тура · h1 біла тура | a8 чорна тура · c8 чорний слон · d8 чорний ферзь · f8 чорна тура · g8 чорний король · a7 чорний пішак · b7 чорний пішак · e7 чорний пішак · f7 чорний пішак · g7 чорний слон · h7 чорний пішак · c6 чорний кінь · d6 чорний пішак · f6 чорний кінь · g6 чорний пішак · d4 білий кінь · e4 білий пішак · c3 білий кінь · e3 білий слон · a2 білий пішак · b2 білий пішак · c2 білий пішак · d2 білий ферзь · e2 білий слон · f2 білий пішак · g2 білий пішак · h2 білий пішак · c1 білий король · d1 біла тура · h1 біла тура | a8 чорна тура · c8 чорний слон · d8 чорний ферзь · f8 чорна тура · g8 чорний король · a7 чорний пішак · b7 чорний пішак · e7 чорний пішак · f7 чорний пішак · g7 чорний слон · h7 чорний пішак · c6 чорний кінь · d6 чорний пішак · f6 чорний кінь · g6 чорний пішак · d4 білий кінь · e4 білий пішак · c3 білий кінь · e3 білий слон · a2 білий пішак · b2 білий пішак · c2 білий пішак · d2 білий ферзь · e2 білий слон · f2 білий пішак · g2 білий пішак · h2 білий пішак · c1 білий король · d1 біла тура · h1 біла тура | 8 |
| 7 | a8 чорна тура · c8 чорний слон · d8 чорний ферзь · f8 чорна тура · g8 чорний король · a7 чорний пішак · b7 чорний пішак · e7 чорний пішак · f7 чорний пішак · g7 чорний слон · h7 чорний пішак · c6 чорний кінь · d6 чорний пішак · f6 чорний кінь · g6 чорний пішак · d4 білий кінь · e4 білий пішак · c3 білий кінь · e3 білий слон · a2 білий пішак · b2 білий пішак · c2 білий пішак · d2 білий ферзь · e2 білий слон · f2 білий пішак · g2 білий пішак · h2 білий пішак · c1 білий король · d1 біла тура · h1 біла тура | a8 чорна тура · c8 чорний слон · d8 чорний ферзь · f8 чорна тура · g8 чорний король · a7 чорний пішак · b7 чорний пішак · e7 чорний пішак · f7 чорний пішак · g7 чорний слон · h7 чорний пішак · c6 чорний кінь · d6 чорний пішак · f6 чорний кінь · g6 чорний пішак · d4 білий кінь · e4 білий пішак · c3 білий кінь · e3 білий слон · a2 білий пішак · b2 білий пішак · c2 білий пішак · d2 білий ферзь · e2 білий слон · f2 білий пішак · g2 білий пішак · h2 білий пішак · c1 білий король · d1 біла тура · h1 біла тура | a8 чорна тура · c8 чорний слон · d8 чорний ферзь · f8 чорна тура · g8 чорний король · a7 чорний пішак · b7 чорний пішак · e7 чорний пішак · f7 чорний пішак · g7 чорний слон · h7 чорний пішак · c6 чорний кінь · d6 чорний пішак · f6 чорний кінь · g6 чорний пішак · d4 білий кінь · e4 білий пішак · c3 білий кінь · e3 білий слон · a2 білий пішак · b2 білий пішак · c2 білий пішак · d2 білий ферзь · e2 білий слон · f2 білий пішак · g2 білий пішак · h2 білий пішак · c1 білий король · d1 біла тура · h1 біла тура | a8 чорна тура · c8 чорний слон · d8 чорний ферзь · f8 чорна тура · g8 чорний король · a7 чорний пішак · b7 чорний пішак · e7 чорний пішак · f7 чорний пішак · g7 чорний слон · h7 чорний пішак · c6 чорний кінь · d6 чорний пішак · f6 чорний кінь · g6 чорний пішак · d4 білий кінь · e4 білий пішак · c3 білий кінь · e3 білий слон · a2 білий пішак · b2 білий пішак · c2 білий пішак · d2 білий ферзь · e2 білий слон · f2 білий пішак · g2 білий пішак · h2 білий пішак · c1 білий король · d1 біла тура · h1 біла тура | a8 чорна тура · c8 чорний слон · d8 чорний ферзь · f8 чорна тура · g8 чорний король · a7 чорний пішак · b7 чорний пішак · e7 чорний пішак · f7 чорний пішак · g7 чорний слон · h7 чорний пішак · c6 чорний кінь · d6 чорний пішак · f6 чорний кінь · g6 чорний пішак · d4 білий кінь · e4 білий пішак · c3 білий кінь · e3 білий слон · a2 білий пішак · b2 білий пішак · c2 білий пішак · d2 білий ферзь · e2 білий слон · f2 білий пішак · g2 білий пішак · h2 білий пішак · c1 білий король · d1 біла тура · h1 біла тура | a8 чорна тура · c8 чорний слон · d8 чорний ферзь · f8 чорна тура · g8 чорний король · a7 чорний пішак · b7 чорний пішак · e7 чорний пішак · f7 чорний пішак · g7 чорний слон · h7 чорний пішак · c6 чорний кінь · d6 чорний пішак · f6 чорний кінь · g6 чорний пішак · d4 білий кінь · e4 білий пішак · c3 білий кінь · e3 білий слон · a2 білий пішак · b2 білий пішак · c2 білий пішак · d2 білий ферзь · e2 білий слон · f2 білий пішак · g2 білий пішак · h2 білий пішак · c1 білий король · d1 біла тура · h1 біла тура | a8 чорна тура · c8 чорний слон · d8 чорний ферзь · f8 чорна тура · g8 чорний король · a7 чорний пішак · b7 чорний пішак · e7 чорний пішак · f7 чорний пішак · g7 чорний слон · h7 чорний пішак · c6 чорний кінь · d6 чорний пішак · f6 чорний кінь · g6 чорний пішак · d4 білий кінь · e4 білий пішак · c3 білий кінь · e3 білий слон · a2 білий пішак · b2 білий пішак · c2 білий пішак · d2 білий ферзь · e2 білий слон · f2 білий пішак · g2 білий пішак · h2 білий пішак · c1 білий король · d1 біла тура · h1 біла тура | a8 чорна тура · c8 чорний слон · d8 чорний ферзь · f8 чорна тура · g8 чорний король · a7 чорний пішак · b7 чорний пішак · e7 чорний пішак · f7 чорний пішак · g7 чорний слон · h7 чорний пішак · c6 чорний кінь · d6 чорний пішак · f6 чорний кінь · g6 чорний пішак · d4 білий кінь · e4 білий пішак · c3 білий кінь · e3 білий слон · a2 білий пішак · b2 білий пішак · c2 білий пішак · d2 білий ферзь · e2 білий слон · f2 білий пішак · g2 білий пішак · h2 білий пішак · c1 білий король · d1 біла тура · h1 біла тура | 7 |
| 6 | a8 чорна тура · c8 чорний слон · d8 чорний ферзь · f8 чорна тура · g8 чорний король · a7 чорний пішак · b7 чорний пішак · e7 чорний пішак · f7 чорний пішак · g7 чорний слон · h7 чорний пішак · c6 чорний кінь · d6 чорний пішак · f6 чорний кінь · g6 чорний пішак · d4 білий кінь · e4 білий пішак · c3 білий кінь · e3 білий слон · a2 білий пішак · b2 білий пішак · c2 білий пішак · d2 білий ферзь · e2 білий слон · f2 білий пішак · g2 білий пішак · h2 білий пішак · c1 білий король · d1 біла тура · h1 біла тура | a8 чорна тура · c8 чорний слон · d8 чорний ферзь · f8 чорна тура · g8 чорний король · a7 чорний пішак · b7 чорний пішак · e7 чорний пішак · f7 чорний пішак · g7 чорний слон · h7 чорний пішак · c6 чорний кінь · d6 чорний пішак · f6 чорний кінь · g6 чорний пішак · d4 білий кінь · e4 білий пішак · c3 білий кінь · e3 білий слон · a2 білий пішак · b2 білий пішак · c2 білий пішак · d2 білий ферзь · e2 білий слон · f2 білий пішак · g2 білий пішак · h2 білий пішак · c1 білий король · d1 біла тура · h1 біла тура | a8 чорна тура · c8 чорний слон · d8 чорний ферзь · f8 чорна тура · g8 чорний король · a7 чорний пішак · b7 чорний пішак · e7 чорний пішак · f7 чорний пішак · g7 чорний слон · h7 чорний пішак · c6 чорний кінь · d6 чорний пішак · f6 чорний кінь · g6 чорний пішак · d4 білий кінь · e4 білий пішак · c3 білий кінь · e3 білий слон · a2 білий пішак · b2 білий пішак · c2 білий пішак · d2 білий ферзь · e2 білий слон · f2 білий пішак · g2 білий пішак · h2 білий пішак · c1 білий король · d1 біла тура · h1 біла тура | a8 чорна тура · c8 чорний слон · d8 чорний ферзь · f8 чорна тура · g8 чорний король · a7 чорний пішак · b7 чорний пішак · e7 чорний пішак · f7 чорний пішак · g7 чорний слон · h7 чорний пішак · c6 чорний кінь · d6 чорний пішак · f6 чорний кінь · g6 чорний пішак · d4 білий кінь · e4 білий пішак · c3 білий кінь · e3 білий слон · a2 білий пішак · b2 білий пішак · c2 білий пішак · d2 білий ферзь · e2 білий слон · f2 білий пішак · g2 білий пішак · h2 білий пішак · c1 білий король · d1 біла тура · h1 біла тура | a8 чорна тура · c8 чорний слон · d8 чорний ферзь · f8 чорна тура · g8 чорний король · a7 чорний пішак · b7 чорний пішак · e7 чорний пішак · f7 чорний пішак · g7 чорний слон · h7 чорний пішак · c6 чорний кінь · d6 чорний пішак · f6 чорний кінь · g6 чорний пішак · d4 білий кінь · e4 білий пішак · c3 білий кінь · e3 білий слон · a2 білий пішак · b2 білий пішак · c2 білий пішак · d2 білий ферзь · e2 білий слон · f2 білий пішак · g2 білий пішак · h2 білий пішак · c1 білий король · d1 біла тура · h1 біла тура | a8 чорна тура · c8 чорний слон · d8 чорний ферзь · f8 чорна тура · g8 чорний король · a7 чорний пішак · b7 чорний пішак · e7 чорний пішак · f7 чорний пішак · g7 чорний слон · h7 чорний пішак · c6 чорний кінь · d6 чорний пішак · f6 чорний кінь · g6 чорний пішак · d4 білий кінь · e4 білий пішак · c3 білий кінь · e3 білий слон · a2 білий пішак · b2 білий пішак · c2 білий пішак · d2 білий ферзь · e2 білий слон · f2 білий пішак · g2 білий пішак · h2 білий пішак · c1 білий король · d1 біла тура · h1 біла тура | a8 чорна тура · c8 чорний слон · d8 чорний ферзь · f8 чорна тура · g8 чорний король · a7 чорний пішак · b7 чорний пішак · e7 чорний пішак · f7 чорний пішак · g7 чорний слон · h7 чорний пішак · c6 чорний кінь · d6 чорний пішак · f6 чорний кінь · g6 чорний пішак · d4 білий кінь · e4 білий пішак · c3 білий кінь · e3 білий слон · a2 білий пішак · b2 білий пішак · c2 білий пішак · d2 білий ферзь · e2 білий слон · f2 білий пішак · g2 білий пішак · h2 білий пішак · c1 білий король · d1 біла тура · h1 біла тура | a8 чорна тура · c8 чорний слон · d8 чорний ферзь · f8 чорна тура · g8 чорний король · a7 чорний пішак · b7 чорний пішак · e7 чорний пішак · f7 чорний пішак · g7 чорний слон · h7 чорний пішак · c6 чорний кінь · d6 чорний пішак · f6 чорний кінь · g6 чорний пішак · d4 білий кінь · e4 білий пішак · c3 білий кінь · e3 білий слон · a2 білий пішак · b2 білий пішак · c2 білий пішак · d2 білий ферзь · e2 білий слон · f2 білий пішак · g2 білий пішак · h2 білий пішак · c1 білий король · d1 біла тура · h1 біла тура | 6 |
| 5 | a8 чорна тура · c8 чорний слон · d8 чорний ферзь · f8 чорна тура · g8 чорний король · a7 чорний пішак · b7 чорний пішак · e7 чорний пішак · f7 чорний пішак · g7 чорний слон · h7 чорний пішак · c6 чорний кінь · d6 чорний пішак · f6 чорний кінь · g6 чорний пішак · d4 білий кінь · e4 білий пішак · c3 білий кінь · e3 білий слон · a2 білий пішак · b2 білий пішак · c2 білий пішак · d2 білий ферзь · e2 білий слон · f2 білий пішак · g2 білий пішак · h2 білий пішак · c1 білий король · d1 біла тура · h1 біла тура | a8 чорна тура · c8 чорний слон · d8 чорний ферзь · f8 чорна тура · g8 чорний король · a7 чорний пішак · b7 чорний пішак · e7 чорний пішак · f7 чорний пішак · g7 чорний слон · h7 чорний пішак · c6 чорний кінь · d6 чорний пішак · f6 чорний кінь · g6 чорний пішак · d4 білий кінь · e4 білий пішак · c3 білий кінь · e3 білий слон · a2 білий пішак · b2 білий пішак · c2 білий пішак · d2 білий ферзь · e2 білий слон · f2 білий пішак · g2 білий пішак · h2 білий пішак · c1 білий король · d1 біла тура · h1 біла тура | a8 чорна тура · c8 чорний слон · d8 чорний ферзь · f8 чорна тура · g8 чорний король · a7 чорний пішак · b7 чорний пішак · e7 чорний пішак · f7 чорний пішак · g7 чорний слон · h7 чорний пішак · c6 чорний кінь · d6 чорний пішак · f6 чорний кінь · g6 чорний пішак · d4 білий кінь · e4 білий пішак · c3 білий кінь · e3 білий слон · a2 білий пішак · b2 білий пішак · c2 білий пішак · d2 білий ферзь · e2 білий слон · f2 білий пішак · g2 білий пішак · h2 білий пішак · c1 білий король · d1 біла тура · h1 біла тура | a8 чорна тура · c8 чорний слон · d8 чорний ферзь · f8 чорна тура · g8 чорний король · a7 чорний пішак · b7 чорний пішак · e7 чорний пішак · f7 чорний пішак · g7 чорний слон · h7 чорний пішак · c6 чорний кінь · d6 чорний пішак · f6 чорний кінь · g6 чорний пішак · d4 білий кінь · e4 білий пішак · c3 білий кінь · e3 білий слон · a2 білий пішак · b2 білий пішак · c2 білий пішак · d2 білий ферзь · e2 білий слон · f2 білий пішак · g2 білий пішак · h2 білий пішак · c1 білий король · d1 біла тура · h1 біла тура | a8 чорна тура · c8 чорний слон · d8 чорний ферзь · f8 чорна тура · g8 чорний король · a7 чорний пішак · b7 чорний пішак · e7 чорний пішак · f7 чорний пішак · g7 чорний слон · h7 чорний пішак · c6 чорний кінь · d6 чорний пішак · f6 чорний кінь · g6 чорний пішак · d4 білий кінь · e4 білий пішак · c3 білий кінь · e3 білий слон · a2 білий пішак · b2 білий пішак · c2 білий пішак · d2 білий ферзь · e2 білий слон · f2 білий пішак · g2 білий пішак · h2 білий пішак · c1 білий король · d1 біла тура · h1 біла тура | a8 чорна тура · c8 чорний слон · d8 чорний ферзь · f8 чорна тура · g8 чорний король · a7 чорний пішак · b7 чорний пішак · e7 чорний пішак · f7 чорний пішак · g7 чорний слон · h7 чорний пішак · c6 чорний кінь · d6 чорний пішак · f6 чорний кінь · g6 чорний пішак · d4 білий кінь · e4 білий пішак · c3 білий кінь · e3 білий слон · a2 білий пішак · b2 білий пішак · c2 білий пішак · d2 білий ферзь · e2 білий слон · f2 білий пішак · g2 білий пішак · h2 білий пішак · c1 білий король · d1 біла тура · h1 біла тура | a8 чорна тура · c8 чорний слон · d8 чорний ферзь · f8 чорна тура · g8 чорний король · a7 чорний пішак · b7 чорний пішак · e7 чорний пішак · f7 чорний пішак · g7 чорний слон · h7 чорний пішак · c6 чорний кінь · d6 чорний пішак · f6 чорний кінь · g6 чорний пішак · d4 білий кінь · e4 білий пішак · c3 білий кінь · e3 білий слон · a2 білий пішак · b2 білий пішак · c2 білий пішак · d2 білий ферзь · e2 білий слон · f2 білий пішак · g2 білий пішак · h2 білий пішак · c1 білий король · d1 біла тура · h1 біла тура | a8 чорна тура · c8 чорний слон · d8 чорний ферзь · f8 чорна тура · g8 чорний король · a7 чорний пішак · b7 чорний пішак · e7 чорний пішак · f7 чорний пішак · g7 чорний слон · h7 чорний пішак · c6 чорний кінь · d6 чорний пішак · f6 чорний кінь · g6 чорний пішак · d4 білий кінь · e4 білий пішак · c3 білий кінь · e3 білий слон · a2 білий пішак · b2 білий пішак · c2 білий пішак · d2 білий ферзь · e2 білий слон · f2 білий пішак · g2 білий пішак · h2 білий пішак · c1 білий король · d1 біла тура · h1 біла тура | 5 |
| 4 | a8 чорна тура · c8 чорний слон · d8 чорний ферзь · f8 чорна тура · g8 чорний король · a7 чорний пішак · b7 чорний пішак · e7 чорний пішак · f7 чорний пішак · g7 чорний слон · h7 чорний пішак · c6 чорний кінь · d6 чорний пішак · f6 чорний кінь · g6 чорний пішак · d4 білий кінь · e4 білий пішак · c3 білий кінь · e3 білий слон · a2 білий пішак · b2 білий пішак · c2 білий пішак · d2 білий ферзь · e2 білий слон · f2 білий пішак · g2 білий пішак · h2 білий пішак · c1 білий король · d1 біла тура · h1 біла тура | a8 чорна тура · c8 чорний слон · d8 чорний ферзь · f8 чорна тура · g8 чорний король · a7 чорний пішак · b7 чорний пішак · e7 чорний пішак · f7 чорний пішак · g7 чорний слон · h7 чорний пішак · c6 чорний кінь · d6 чорний пішак · f6 чорний кінь · g6 чорний пішак · d4 білий кінь · e4 білий пішак · c3 білий кінь · e3 білий слон · a2 білий пішак · b2 білий пішак · c2 білий пішак · d2 білий ферзь · e2 білий слон · f2 білий пішак · g2 білий пішак · h2 білий пішак · c1 білий король · d1 біла тура · h1 біла тура | a8 чорна тура · c8 чорний слон · d8 чорний ферзь · f8 чорна тура · g8 чорний король · a7 чорний пішак · b7 чорний пішак · e7 чорний пішак · f7 чорний пішак · g7 чорний слон · h7 чорний пішак · c6 чорний кінь · d6 чорний пішак · f6 чорний кінь · g6 чорний пішак · d4 білий кінь · e4 білий пішак · c3 білий кінь · e3 білий слон · a2 білий пішак · b2 білий пішак · c2 білий пішак · d2 білий ферзь · e2 білий слон · f2 білий пішак · g2 білий пішак · h2 білий пішак · c1 білий король · d1 біла тура · h1 біла тура | a8 чорна тура · c8 чорний слон · d8 чорний ферзь · f8 чорна тура · g8 чорний король · a7 чорний пішак · b7 чорний пішак · e7 чорний пішак · f7 чорний пішак · g7 чорний слон · h7 чорний пішак · c6 чорний кінь · d6 чорний пішак · f6 чорний кінь · g6 чорний пішак · d4 білий кінь · e4 білий пішак · c3 білий кінь · e3 білий слон · a2 білий пішак · b2 білий пішак · c2 білий пішак · d2 білий ферзь · e2 білий слон · f2 білий пішак · g2 білий пішак · h2 білий пішак · c1 білий король · d1 біла тура · h1 біла тура | a8 чорна тура · c8 чорний слон · d8 чорний ферзь · f8 чорна тура · g8 чорний король · a7 чорний пішак · b7 чорний пішак · e7 чорний пішак · f7 чорний пішак · g7 чорний слон · h7 чорний пішак · c6 чорний кінь · d6 чорний пішак · f6 чорний кінь · g6 чорний пішак · d4 білий кінь · e4 білий пішак · c3 білий кінь · e3 білий слон · a2 білий пішак · b2 білий пішак · c2 білий пішак · d2 білий ферзь · e2 білий слон · f2 білий пішак · g2 білий пішак · h2 білий пішак · c1 білий король · d1 біла тура · h1 біла тура | a8 чорна тура · c8 чорний слон · d8 чорний ферзь · f8 чорна тура · g8 чорний король · a7 чорний пішак · b7 чорний пішак · e7 чорний пішак · f7 чорний пішак · g7 чорний слон · h7 чорний пішак · c6 чорний кінь · d6 чорний пішак · f6 чорний кінь · g6 чорний пішак · d4 білий кінь · e4 білий пішак · c3 білий кінь · e3 білий слон · a2 білий пішак · b2 білий пішак · c2 білий пішак · d2 білий ферзь · e2 білий слон · f2 білий пішак · g2 білий пішак · h2 білий пішак · c1 білий король · d1 біла тура · h1 біла тура | a8 чорна тура · c8 чорний слон · d8 чорний ферзь · f8 чорна тура · g8 чорний король · a7 чорний пішак · b7 чорний пішак · e7 чорний пішак · f7 чорний пішак · g7 чорний слон · h7 чорний пішак · c6 чорний кінь · d6 чорний пішак · f6 чорний кінь · g6 чорний пішак · d4 білий кінь · e4 білий пішак · c3 білий кінь · e3 білий слон · a2 білий пішак · b2 білий пішак · c2 білий пішак · d2 білий ферзь · e2 білий слон · f2 білий пішак · g2 білий пішак · h2 білий пішак · c1 білий король · d1 біла тура · h1 біла тура | a8 чорна тура · c8 чорний слон · d8 чорний ферзь · f8 чорна тура · g8 чорний король · a7 чорний пішак · b7 чорний пішак · e7 чорний пішак · f7 чорний пішак · g7 чорний слон · h7 чорний пішак · c6 чорний кінь · d6 чорний пішак · f6 чорний кінь · g6 чорний пішак · d4 білий кінь · e4 білий пішак · c3 білий кінь · e3 білий слон · a2 білий пішак · b2 білий пішак · c2 білий пішак · d2 білий ферзь · e2 білий слон · f2 білий пішак · g2 білий пішак · h2 білий пішак · c1 білий король · d1 біла тура · h1 біла тура | 4 |
| 3 | a8 чорна тура · c8 чорний слон · d8 чорний ферзь · f8 чорна тура · g8 чорний король · a7 чорний пішак · b7 чорний пішак · e7 чорний пішак · f7 чорний пішак · g7 чорний слон · h7 чорний пішак · c6 чорний кінь · d6 чорний пішак · f6 чорний кінь · g6 чорний пішак · d4 білий кінь · e4 білий пішак · c3 білий кінь · e3 білий слон · a2 білий пішак · b2 білий пішак · c2 білий пішак · d2 білий ферзь · e2 білий слон · f2 білий пішак · g2 білий пішак · h2 білий пішак · c1 білий король · d1 біла тура · h1 біла тура | a8 чорна тура · c8 чорний слон · d8 чорний ферзь · f8 чорна тура · g8 чорний король · a7 чорний пішак · b7 чорний пішак · e7 чорний пішак · f7 чорний пішак · g7 чорний слон · h7 чорний пішак · c6 чорний кінь · d6 чорний пішак · f6 чорний кінь · g6 чорний пішак · d4 білий кінь · e4 білий пішак · c3 білий кінь · e3 білий слон · a2 білий пішак · b2 білий пішак · c2 білий пішак · d2 білий ферзь · e2 білий слон · f2 білий пішак · g2 білий пішак · h2 білий пішак · c1 білий король · d1 біла тура · h1 біла тура | a8 чорна тура · c8 чорний слон · d8 чорний ферзь · f8 чорна тура · g8 чорний король · a7 чорний пішак · b7 чорний пішак · e7 чорний пішак · f7 чорний пішак · g7 чорний слон · h7 чорний пішак · c6 чорний кінь · d6 чорний пішак · f6 чорний кінь · g6 чорний пішак · d4 білий кінь · e4 білий пішак · c3 білий кінь · e3 білий слон · a2 білий пішак · b2 білий пішак · c2 білий пішак · d2 білий ферзь · e2 білий слон · f2 білий пішак · g2 білий пішак · h2 білий пішак · c1 білий король · d1 біла тура · h1 біла тура | a8 чорна тура · c8 чорний слон · d8 чорний ферзь · f8 чорна тура · g8 чорний король · a7 чорний пішак · b7 чорний пішак · e7 чорний пішак · f7 чорний пішак · g7 чорний слон · h7 чорний пішак · c6 чорний кінь · d6 чорний пішак · f6 чорний кінь · g6 чорний пішак · d4 білий кінь · e4 білий пішак · c3 білий кінь · e3 білий слон · a2 білий пішак · b2 білий пішак · c2 білий пішак · d2 білий ферзь · e2 білий слон · f2 білий пішак · g2 білий пішак · h2 білий пішак · c1 білий король · d1 біла тура · h1 біла тура | a8 чорна тура · c8 чорний слон · d8 чорний ферзь · f8 чорна тура · g8 чорний король · a7 чорний пішак · b7 чорний пішак · e7 чорний пішак · f7 чорний пішак · g7 чорний слон · h7 чорний пішак · c6 чорний кінь · d6 чорний пішак · f6 чорний кінь · g6 чорний пішак · d4 білий кінь · e4 білий пішак · c3 білий кінь · e3 білий слон · a2 білий пішак · b2 білий пішак · c2 білий пішак · d2 білий ферзь · e2 білий слон · f2 білий пішак · g2 білий пішак · h2 білий пішак · c1 білий король · d1 біла тура · h1 біла тура | a8 чорна тура · c8 чорний слон · d8 чорний ферзь · f8 чорна тура · g8 чорний король · a7 чорний пішак · b7 чорний пішак · e7 чорний пішак · f7 чорний пішак · g7 чорний слон · h7 чорний пішак · c6 чорний кінь · d6 чорний пішак · f6 чорний кінь · g6 чорний пішак · d4 білий кінь · e4 білий пішак · c3 білий кінь · e3 білий слон · a2 білий пішак · b2 білий пішак · c2 білий пішак · d2 білий ферзь · e2 білий слон · f2 білий пішак · g2 білий пішак · h2 білий пішак · c1 білий король · d1 біла тура · h1 біла тура | a8 чорна тура · c8 чорний слон · d8 чорний ферзь · f8 чорна тура · g8 чорний король · a7 чорний пішак · b7 чорний пішак · e7 чорний пішак · f7 чорний пішак · g7 чорний слон · h7 чорний пішак · c6 чорний кінь · d6 чорний пішак · f6 чорний кінь · g6 чорний пішак · d4 білий кінь · e4 білий пішак · c3 білий кінь · e3 білий слон · a2 білий пішак · b2 білий пішак · c2 білий пішак · d2 білий ферзь · e2 білий слон · f2 білий пішак · g2 білий пішак · h2 білий пішак · c1 білий король · d1 біла тура · h1 біла тура | a8 чорна тура · c8 чорний слон · d8 чорний ферзь · f8 чорна тура · g8 чорний король · a7 чорний пішак · b7 чорний пішак · e7 чорний пішак · f7 чорний пішак · g7 чорний слон · h7 чорний пішак · c6 чорний кінь · d6 чорний пішак · f6 чорний кінь · g6 чорний пішак · d4 білий кінь · e4 білий пішак · c3 білий кінь · e3 білий слон · a2 білий пішак · b2 білий пішак · c2 білий пішак · d2 білий ферзь · e2 білий слон · f2 білий пішак · g2 білий пішак · h2 білий пішак · c1 білий король · d1 біла тура · h1 біла тура | 3 |
| 2 | a8 чорна тура · c8 чорний слон · d8 чорний ферзь · f8 чорна тура · g8 чорний король · a7 чорний пішак · b7 чорний пішак · e7 чорний пішак · f7 чорний пішак · g7 чорний слон · h7 чорний пішак · c6 чорний кінь · d6 чорний пішак · f6 чорний кінь · g6 чорний пішак · d4 білий кінь · e4 білий пішак · c3 білий кінь · e3 білий слон · a2 білий пішак · b2 білий пішак · c2 білий пішак · d2 білий ферзь · e2 білий слон · f2 білий пішак · g2 білий пішак · h2 білий пішак · c1 білий король · d1 біла тура · h1 біла тура | a8 чорна тура · c8 чорний слон · d8 чорний ферзь · f8 чорна тура · g8 чорний король · a7 чорний пішак · b7 чорний пішак · e7 чорний пішак · f7 чорний пішак · g7 чорний слон · h7 чорний пішак · c6 чорний кінь · d6 чорний пішак · f6 чорний кінь · g6 чорний пішак · d4 білий кінь · e4 білий пішак · c3 білий кінь · e3 білий слон · a2 білий пішак · b2 білий пішак · c2 білий пішак · d2 білий ферзь · e2 білий слон · f2 білий пішак · g2 білий пішак · h2 білий пішак · c1 білий король · d1 біла тура · h1 біла тура | a8 чорна тура · c8 чорний слон · d8 чорний ферзь · f8 чорна тура · g8 чорний король · a7 чорний пішак · b7 чорний пішак · e7 чорний пішак · f7 чорний пішак · g7 чорний слон · h7 чорний пішак · c6 чорний кінь · d6 чорний пішак · f6 чорний кінь · g6 чорний пішак · d4 білий кінь · e4 білий пішак · c3 білий кінь · e3 білий слон · a2 білий пішак · b2 білий пішак · c2 білий пішак · d2 білий ферзь · e2 білий слон · f2 білий пішак · g2 білий пішак · h2 білий пішак · c1 білий король · d1 біла тура · h1 біла тура | a8 чорна тура · c8 чорний слон · d8 чорний ферзь · f8 чорна тура · g8 чорний король · a7 чорний пішак · b7 чорний пішак · e7 чорний пішак · f7 чорний пішак · g7 чорний слон · h7 чорний пішак · c6 чорний кінь · d6 чорний пішак · f6 чорний кінь · g6 чорний пішак · d4 білий кінь · e4 білий пішак · c3 білий кінь · e3 білий слон · a2 білий пішак · b2 білий пішак · c2 білий пішак · d2 білий ферзь · e2 білий слон · f2 білий пішак · g2 білий пішак · h2 білий пішак · c1 білий король · d1 біла тура · h1 біла тура | a8 чорна тура · c8 чорний слон · d8 чорний ферзь · f8 чорна тура · g8 чорний король · a7 чорний пішак · b7 чорний пішак · e7 чорний пішак · f7 чорний пішак · g7 чорний слон · h7 чорний пішак · c6 чорний кінь · d6 чорний пішак · f6 чорний кінь · g6 чорний пішак · d4 білий кінь · e4 білий пішак · c3 білий кінь · e3 білий слон · a2 білий пішак · b2 білий пішак · c2 білий пішак · d2 білий ферзь · e2 білий слон · f2 білий пішак · g2 білий пішак · h2 білий пішак · c1 білий король · d1 біла тура · h1 біла тура | a8 чорна тура · c8 чорний слон · d8 чорний ферзь · f8 чорна тура · g8 чорний король · a7 чорний пішак · b7 чорний пішак · e7 чорний пішак · f7 чорний пішак · g7 чорний слон · h7 чорний пішак · c6 чорний кінь · d6 чорний пішак · f6 чорний кінь · g6 чорний пішак · d4 білий кінь · e4 білий пішак · c3 білий кінь · e3 білий слон · a2 білий пішак · b2 білий пішак · c2 білий пішак · d2 білий ферзь · e2 білий слон · f2 білий пішак · g2 білий пішак · h2 білий пішак · c1 білий король · d1 біла тура · h1 біла тура | a8 чорна тура · c8 чорний слон · d8 чорний ферзь · f8 чорна тура · g8 чорний король · a7 чорний пішак · b7 чорний пішак · e7 чорний пішак · f7 чорний пішак · g7 чорний слон · h7 чорний пішак · c6 чорний кінь · d6 чорний пішак · f6 чорний кінь · g6 чорний пішак · d4 білий кінь · e4 білий пішак · c3 білий кінь · e3 білий слон · a2 білий пішак · b2 білий пішак · c2 білий пішак · d2 білий ферзь · e2 білий слон · f2 білий пішак · g2 білий пішак · h2 білий пішак · c1 білий король · d1 біла тура · h1 біла тура | a8 чорна тура · c8 чорний слон · d8 чорний ферзь · f8 чорна тура · g8 чорний король · a7 чорний пішак · b7 чорний пішак · e7 чорний пішак · f7 чорний пішак · g7 чорний слон · h7 чорний пішак · c6 чорний кінь · d6 чорний пішак · f6 чорний кінь · g6 чорний пішак · d4 білий кінь · e4 білий пішак · c3 білий кінь · e3 білий слон · a2 білий пішак · b2 білий пішак · c2 білий пішак · d2 білий ферзь · e2 білий слон · f2 білий пішак · g2 білий пішак · h2 білий пішак · c1 білий король · d1 біла тура · h1 біла тура | 2 |
| 1 | a8 чорна тура · c8 чорний слон · d8 чорний ферзь · f8 чорна тура · g8 чорний король · a7 чорний пішак · b7 чорний пішак · e7 чорний пішак · f7 чорний пішак · g7 чорний слон · h7 чорний пішак · c6 чорний кінь · d6 чорний пішак · f6 чорний кінь · g6 чорний пішак · d4 білий кінь · e4 білий пішак · c3 білий кінь · e3 білий слон · a2 білий пішак · b2 білий пішак · c2 білий пішак · d2 білий ферзь · e2 білий слон · f2 білий пішак · g2 білий пішак · h2 білий пішак · c1 білий король · d1 біла тура · h1 біла тура | a8 чорна тура · c8 чорний слон · d8 чорний ферзь · f8 чорна тура · g8 чорний король · a7 чорний пішак · b7 чорний пішак · e7 чорний пішак · f7 чорний пішак · g7 чорний слон · h7 чорний пішак · c6 чорний кінь · d6 чорний пішак · f6 чорний кінь · g6 чорний пішак · d4 білий кінь · e4 білий пішак · c3 білий кінь · e3 білий слон · a2 білий пішак · b2 білий пішак · c2 білий пішак · d2 білий ферзь · e2 білий слон · f2 білий пішак · g2 білий пішак · h2 білий пішак · c1 білий король · d1 біла тура · h1 біла тура | a8 чорна тура · c8 чорний слон · d8 чорний ферзь · f8 чорна тура · g8 чорний король · a7 чорний пішак · b7 чорний пішак · e7 чорний пішак · f7 чорний пішак · g7 чорний слон · h7 чорний пішак · c6 чорний кінь · d6 чорний пішак · f6 чорний кінь · g6 чорний пішак · d4 білий кінь · e4 білий пішак · c3 білий кінь · e3 білий слон · a2 білий пішак · b2 білий пішак · c2 білий пішак · d2 білий ферзь · e2 білий слон · f2 білий пішак · g2 білий пішак · h2 білий пішак · c1 білий король · d1 біла тура · h1 біла тура | a8 чорна тура · c8 чорний слон · d8 чорний ферзь · f8 чорна тура · g8 чорний король · a7 чорний пішак · b7 чорний пішак · e7 чорний пішак · f7 чорний пішак · g7 чорний слон · h7 чорний пішак · c6 чорний кінь · d6 чорний пішак · f6 чорний кінь · g6 чорний пішак · d4 білий кінь · e4 білий пішак · c3 білий кінь · e3 білий слон · a2 білий пішак · b2 білий пішак · c2 білий пішак · d2 білий ферзь · e2 білий слон · f2 білий пішак · g2 білий пішак · h2 білий пішак · c1 білий король · d1 біла тура · h1 біла тура | a8 чорна тура · c8 чорний слон · d8 чорний ферзь · f8 чорна тура · g8 чорний король · a7 чорний пішак · b7 чорний пішак · e7 чорний пішак · f7 чорний пішак · g7 чорний слон · h7 чорний пішак · c6 чорний кінь · d6 чорний пішак · f6 чорний кінь · g6 чорний пішак · d4 білий кінь · e4 білий пішак · c3 білий кінь · e3 білий слон · a2 білий пішак · b2 білий пішак · c2 білий пішак · d2 білий ферзь · e2 білий слон · f2 білий пішак · g2 білий пішак · h2 білий пішак · c1 білий король · d1 біла тура · h1 біла тура | a8 чорна тура · c8 чорний слон · d8 чорний ферзь · f8 чорна тура · g8 чорний король · a7 чорний пішак · b7 чорний пішак · e7 чорний пішак · f7 чорний пішак · g7 чорний слон · h7 чорний пішак · c6 чорний кінь · d6 чорний пішак · f6 чорний кінь · g6 чорний пішак · d4 білий кінь · e4 білий пішак · c3 білий кінь · e3 білий слон · a2 білий пішак · b2 білий пішак · c2 білий пішак · d2 білий ферзь · e2 білий слон · f2 білий пішак · g2 білий пішак · h2 білий пішак · c1 білий король · d1 біла тура · h1 біла тура | a8 чорна тура · c8 чорний слон · d8 чорний ферзь · f8 чорна тура · g8 чорний король · a7 чорний пішак · b7 чорний пішак · e7 чорний пішак · f7 чорний пішак · g7 чорний слон · h7 чорний пішак · c6 чорний кінь · d6 чорний пішак · f6 чорний кінь · g6 чорний пішак · d4 білий кінь · e4 білий пішак · c3 білий кінь · e3 білий слон · a2 білий пішак · b2 білий пішак · c2 білий пішак · d2 білий ферзь · e2 білий слон · f2 білий пішак · g2 білий пішак · h2 білий пішак · c1 білий король · d1 біла тура · h1 біла тура | a8 чорна тура · c8 чорний слон · d8 чорний ферзь · f8 чорна тура · g8 чорний король · a7 чорний пішак · b7 чорний пішак · e7 чорний пішак · f7 чорний пішак · g7 чорний слон · h7 чорний пішак · c6 чорний кінь · d6 чорний пішак · f6 чорний кінь · g6 чорний пішак · d4 білий кінь · e4 білий пішак · c3 білий кінь · e3 білий слон · a2 білий пішак · b2 білий пішак · c2 білий пішак · d2 білий ферзь · e2 білий слон · f2 білий пішак · g2 білий пішак · h2 білий пішак · c1 білий король · d1 біла тура · h1 біла тура | 1 |
|   | a | b | c | d | e | f | g | h |   |

Кілька варіантів захисту за чорних перераховані в порядку популярності:
- 9. . . Nxd4 Цей хід може призвести як до позиційних, так і до атакуючих шансів для обох сторін. Білі повинні пам'ятати, що чорні можуть мати можливість принести жертву на c3, щоб використати незахищеність пішака e4. 10. Bxd4 Be6 11. Kb1! хороший підготовчий хід у багатьох рядках сицилійського дракона. Білі хочуть мати можливість грати Nd5, якщо ситуація стане сприятливою. Король білих також уходить з відкритої вертикалі c, по якій очікується атака чорних. Після ходу 11. . . Qa5 позиція є добре збалансованою, і гра може розвиватись в багатьох напрямках.
- 9. . . Bd7 Цей хід дозволяє чорним зберегти всі свої фігури на дошці для здійснення контратаки. 10.h4! h5! Чорним потрібно утримати пішаків білих від прориву. 11.f3 Rc8 12. Kb1 Ne5 13. Bg5! Чорні тепер можуть перегрупуватись ходом 13 … b5 !? з цікавою позицією.
- 9. . . Ng4 Цей хід виконується для того, щоб розвинути пару слонів, використовуючи те, що білі ще не зробили хід f3. Білі зазвичай не проти віддати слона за коня, враховуючи, що їх білопольний слон мало робить у цій позиції порівняно із захисним потенціалом коня f6. Також білі мають у запасі хід f2 — f3, щоб відігнати чорних назад після розміну на g4. 10. Bxg4 Bxg4 11.f3 Bd7 12. Kb1 Ne5 13.b3! Rc8 14.h4 Re8! Знову ж таки, обидві сторони мають хороші шанси.
- 9 … d5!? Жертва пішака в дусі Югославської атаки. 10.exd5 Nxd5 11. Nxc6 bxc6 12. Nxd5 cxd5 13. Qxd5 Qc7! віддаючи дві тури за ферзя, але зберігаючи шанси на атаку. 14. Qxa8! Bf5 15. Qxf8 + Kxf8 16. Bd3! Be6 17. Kb1
- 9 … a6 10. Kb1 Nxd4 11. Bxd4 b5 12.h4! h5 13.f3 Be6 14.g4! Дж. Ван дер Віль проти Х. Ейдам, Гран-Канарія, 1996.

## Інші варіанти
Інші варіанти шостого ходу білих включають 6. Bc4, 6. f3 та 6. g3 .
Коли чорні приймають дебют Дракона, але без ходу 2 … d6, білі повинні стежити за … d5, що часто вирівнює позицію. Наприклад, існують варіанти «прискорений дракон» (1.e4 c5 2. Nf3 Nc6 3.d4 cxd4 4. Nxd4 g6) та «гіперприскорений дракон» (1.e4 c5 2. Nf3 g6).
Інший варіант для чорних — грати в те, що називали «Драгодорф», що поєднує ідеї Дракона з ідеями Найдорфської варіації Сицилійського захисту. Хоча цю лінію можна відтворити за допомогою ходів основної лінії Дракона (див. Югославську атаку з 9. Bc4), чорні можуть досягти ідентичної позиції використовуючи порядок ходів варіації Найдорфа: 1.e4 c5 2. Nf3 d6 3.d4 cxd4 4. Nxd4 Nf6 5. Nc3 a6 6. Be3 g6 (або 5 … g6 6. Be3 a6), з ідеєю Bg7 і Nbd7. Такий порядок переміщення буде використаний для того, щоб уникнути атаки Югославського типу; наприклад, після 1.e4 c5 2. Nf3 d6 3.d4 cxd4 4. Nxd4 Nf6 5. Nc3 a6, білі могли зіграти 6. Be2 або 6.f4. В обох випадках, особливо в останньому, напад в Югославському стилі втрачає темп. Зазвичай слона бажано розмістити на c4, де він може тримати під тиском поле f7 і допомагає захищати білого короля (хоча варіація Дракона 9,0-0-0 показує, що це не зовсім потрібно), і якщо білі грають f4, а потім роблять довге рокірування, вони завжди повинні бути на готові до ходу Ng4, чому зазвичай перешкоджає рух f3 у традиційних позиціях Дракона. Тим не менше, атака в югославському стилі все ще можлива після ходів 6. Be2 g6 або 6.f4 g6.
Відомими гравцями, які продуктивно використовували варіацію Дракона у Сицилійському захисті, є Веселін Топалов, Ендрю Солтіс, Джонатан Местель, Кріс Уорд, Сергій Тівяков, Олексій Федоров, Михайло Голубєв, покійний Тоні Майлз та Едуард Гуфельд. Гаррі Каспаров з успіхом використав Дракона як зброю-сюрприз проти претендента на титул чемпіона світу Вішванатана Ананда в 1995 році, але згодом не використовував цей дебют. Популярність «Дракона» знизилася наприкінці 1990-х років в результаті реанімації білими старої версії 9.0-0-0, однак останнім часом відбулося пожвавлення після того, як сформульовано ряд нових ідей у напрямку за чорних.

## ECO-коди
Енциклопедія шахових дебютів (ECO) містить десять кодів для варіації дракона, B70 — B79. Через 1.e4 c5 2. Nf3 d6 3.d4 cxd4 4. Nxd4 Nf6:
- B70 5. Nc3 g6
- B71 5. Nc3 g6 6.f4 (варіація Левенфіша)
- B72 5. Nc3 g6 6. Be3
- B73 5. Nc3 g6 6. Be3 Bg7 7. Be2 Nc6 8.0-0 (класична варіація)
- B74 5. Nc3 g6 6. Be3 Bg7 7. Be2 Nc6 8,0-0 0-0 9. Nb3
- B75 5. Nc3 g6 6. Be3 Bg7 7.f3 (югославська атака)
- B76 5. Nc3 g6 6. Be3 Bg7 7.f3 0-0
- B77 5. Nc3 g6 6. Be3 Bg7 7.f3 0-0 8. Qd2 Nc6 9. Bc4
- B78 5. Nc3 g6 6. Be3 Bg7 7.f3 0-0 8. Qd2 Nc6 9. Bc4 Bd7 10,0-0-0
- B79 5. Nc3 g6 6. Be3 Bg7 7.f3 0-0 8. Qd2 Nc6 9. Bc4 Bd7 10,0-0-0 Qa5 11. Bb3 Rfc8 12.h4

## Дивитися також
- Список дебютів у шахах

## Додаткова література
- Dearing, Edward (2005). Play The Sicilian Dragon. Gambit. ISBN 1904600174.
- Golubev, Mikhail (1999). Easy Guide to the Dragon. Everyman Chess. ISBN 978-1857442755.
- Gufeld, Eduard (1998). Secrets of the Sicilian Dragon. Cardoza. ISBN 0940685922.
- Jones, Gawain (2015). Grandmaster Repertoire The Dragon Volume One. Quality Chess. ISBN 978-1784830076.
- Levy, David (1976). The Sicilian Dragon. Batsford. ISBN 0-19-217571-8.
- Martin, Andrew (2005). Starting Out: The Sicilian Dragon. Everyman Chess. ISBN 1857443985.
- Miles, Tony; Moskow, Eric (1979). Sicilian Dragon: Yugoslav Attack. Batsford Books. ISBN 0-7134-2029-4.
- Ward, Chris (1994). Winning With the Dragon. Batsford. ISBN 0-7134-7210-3.
- Ward, Chris (2001). Winning With the Sicilian Dragon 2. Batsford. ISBN 0-7134-8236-2.
- Williams, Simon (2009). The New Sicilian Dragon. Everyman Chess. ISBN 978-1-85744-615-9.